# 도쿄도
도쿄도(일본어: 東京都 도쿄토[*], 한국 한자음: 동경도, 문화어: 도꾜도, Tōkyō-To) 또는 도쿄, 동경은 일본의 수도이며 간토 지방에 위치하는 도(都)로, 일본의 도도부현 행정구역 가운데서 인구 수가 2024년 기준 14,133,086명으로 가장 많은 지역이다. 동부는 태평양 연안 도쿄만에 접한다. 서부는 구모토리산이 최고봉이며 간토산지가 있다.
구부(23구), 다마 지역(26시 3정 1촌) 및 도서부(2정 7촌)로 이루어져 있고, 도쿄도청은 신주쿠구에 있다.
행정기관, 금융기관이나 대기업 등이 집중되어 신문·방송·출판 등의 문화 면, 대학·연구기관 등의 교육·학술 면에서도 일본의 중추를 이룬다. 교통 면에서도 철도망, 도로망, 항공로의 중심이며, 경제, 문화, 교통, 상업, 금융 등 여러 부분에서 세계적으로 매우 중요한 역할을 담당하는 도시이다.
뉴욕, 런던과 함께 세계적인 글로벌 도시 중 하나이며, 일본의 민간 연구소가 2016년에 발표한 자료에 따르면 세계도시에서 뉴욕, 런던과 함께 뒤이어 세계 3위로 평가했다. 이코노미스트 조사 부문, 이코노미스트 인텔리전스 유닛는 2021년도 조사에서 도쿄도는 '세계에서 가장 살기 좋은 도시' 세계 5위이며 아시아에서는 1위로 뽑았다. 또 미국의 싱크탱크는 2020년 세계도시 랭킹(GCI 2020)에서 뉴욕과 런던, 파리를 세계 4위 도시로 평가했으며 영국 기관이 발표하는 2021년 세계금융센터지수에서는 세계 7위, 아시아 5위의 금융 센터로 평가했다. 세계 경제권 명목 GDP 순위로 도쿄 중심 수도권인 간토 지방이 전 세계 유일하게 2조 달러를 넘은 지역으로 세계 1위이다.
지리적으로 도쿄도와 주변 7개 현으로 수도권을 구성한다. 특히 도쿄권(도쿄도, 사이타마현, 지바현, 가나가와현) 등 도쿄 수도권, 혹은 이를 총칭하는 간토 지방의 총인구는 약 4,400만 명에 달해 일본 인구의 약 30%를 차지한다.

## 개요
관할 지역은 도쿄도 구부(도쿄 23구), 다마 지역(26시 3정 1촌) 및 도쿄도 도서부(오시마, 미야케, 하치조, 오가사와라) 4개의 지청(2정 7촌)로 이루어져 있다. 오키노토리 암초와 미나미토리섬을 오가사와라 제도를 포함하며 일본의 극점에 위치한 도도부현이다. 도가 공인한 '도쿄도'의 영어 표기는 Tokyo Metropolis (Tokyo Met.) 그 외 Tokyo Prefecture와 Tokyo Metropolitan Prefecture가 있다.
인구는 2021년 7월 1일 기준으로 14,049,146명이다. 일본 도도부현 중 인구가 가장 많으며 일본 인구의 약 11%를 차지한다. 인구 밀도 역시 도도부현 중 가장 높다. 도쿄도의 도쿄 도시권은 인구 3700만 명을 넘는 세계 최대의 도시권이다. 일본 인구의 대략 30%가 도쿄 도시권에 집중되어 있는데 폴란드나 모로코, 캐나다의 총인구와 비슷하다.
도쿄는 옛 명칭은 에도 막부가 있던 에도이며 도쿠가와 이에야스의 도시 계획으로 크게 발전했다. 막말에는 동란을 거쳐 메이지 원년 문서에서 처음 "도쿄"라고 표기했다. 1869년 2월 11일 일본이 헤이안쿄(현 교토)에서 도쿄로 천도하여(도쿄전도, 옛 수도 목록을 참고) 1878년에 부제를 시행하고 도쿄부가 되었다. 제2차 세계 대전 중인 1943년 7월 1일에는 수도의 행정구역을 강화할 목적으로 도쿄도제를 시행하였다. 이로써 도쿄부와 도쿄시를 폐지하고 이를 통합하는 형태인 도쿄도를 설치했다. 종전 후인 1947년 일본 지방자치법 시행에 따라 1943년에 도쿄도제를 폐지했지만, "도쿄도" 명칭과 행정 구역은 변경하지 않았다. 즉 도쿄도제에서 도의 직할이었던 구는 지방자치법 시행으로 특별지방공공단체인 특별구가 되었고 시에 준하는 권한을 부여했으나, 일부 사무나 징세권은 계속해서 도가 관리하고 있다. 이 때문에 도쿄도청은 지금도 "23구를 포괄하는 시청으로서의 기능"과 "현청으로서의 기능"을 겸한다.
도쿄도의 의결기관인 도쿄도의회가 설치되어 있으며 행정 수반은 도쿄도지사이다. 그 권한은 일본 지방자치법으로 정했고, 대표는 선거로 선출한다. 임기는 4년이고, 지사 보좌직인 도쿄도 부지사는 4명이다. 2017년 4월 기준 도청의 직원 수(이른바 '도의 직원')는 지사부국 등의 일반행정직원이 약 2만 5천 명이며 공기업 부문(교통, 상수도, 하수도이 1만 3천 명, 도쿄 소방청 및 경시청 직원, 도쿄도 내의 국립학교 교직원까지 합치면 총계 약 16만 8천 명이다.
도쿄도청사(본청사)는 오랫동안 지요다구 유라쿠초에 있다가 1991년 4월 1일에 신주쿠구 니시신주쿠로 이전하였다. 옮기면서 지방자치법으로 조례를 개정하여 도청 소재지를 도쿄도 신주쿠구 니시신주쿠 2초메로 변경했다. 그러나 지도에서 도청 소재지 표기는 편의상 '도쿄'를 사용하며 일본 국토지리원은 도쿄 이외의 도부현청 소재지는 시의 명칭을 사용하지만, 도쿄의 경우는 실제 소재지인 신주쿠구를 포함한 23구를 뭉뚱그려 '도쿄'로 표기한다. 일본 교과서에서도 국토지리원 지침처럼 "도쿄"라고 표기한다. 이 복잡한 명칭이 등장한 배경에는 세 가지 원인이 있다. 하나는 특별구가 시정촌이 아니라는 것이고, 둘째는 시정촌이 지닌 업무 권한을 도쿄 23구는 완전히 행사하지 못하는 것, 셋째로 23구 지역이 과거 도쿄시라는 하나의 도시였다는 것이 있다.

## 수도
도쿄 도심은 예전의 에도에 해당한다. 에도 막부 성립 이래 일본 정치·행정의 실질적인 중심지였다. 1868년에 헤이안쿄에서 에도로 황궁과 태정관 등 수도 기능을 이전하면서(도쿄전도) 이후 에도를 도쿄부로 개칭하고 수도로 삼았다. 일본 제국 시기에는 제도(帝都, '제국의 수도'라는 뜻)라고 불렀다. 태평양 전쟁 중인 1943년 도쿄부와 도쿄시를 통합하고 다시 도쿄도를 수도로 했다. 전후인 1950년에 도쿄도가 일본의 수도로서 그 기능을 수행하도록 수도건설법을 시행했으나, 이 법은 1956년에 수도권정비법을 시행하면서 폐지되었다. 수도건설법 폐지로 도쿄도는 일본의 수도라는 법적 근거가 사라졌지만, 일본 정부의 공식 견해나 공문서상에서도 사실상의 수도로 여기며 도쿄도에 일본의 국회와 정부 및 관련 부서가 있는 등 실질적인 국가의 중심지라는 점은 변함이 없다. 2018년 2월에는 중의원 의원 아이사카 세이지가 도쿄의 수도 지위에 대한 질의를 했다. 일본 정부는 이 질의에  "수도를 도쿄라고 직접 규정한 법령은 없지만, 도쿄도가 일본 수도라는 것은 사회 일반적으로 널리 받아들인다고 생각한다"고 밝혔다.
또 수도권정비법에서 도쿄도는 수도권의 일부라는 조항이 있고, 도쿄도의 공식 영어 표기인 "Tokyo Metropolis"의 metropolis는 "대도시, 대도시권" 외에 "수도"의 의미도 있다.
앞서 말한 것처럼 도쿄도를 수도로 직접 규정하는 일본의 헌법 및 법률 조항은 없지만, 그 중심부(특히 도쿄 23구)에 일본 정부와 국회의사당, 내각총리대신 관저와 주요 부처, 최고재판소를 비롯한 3권의 중추 기관이 모두 있어 사실상의 수도라고 할 수 있다. 기타 관련 법률에서도 그 기관들을 도쿄도에 둔다고 정한 조항이 있다.

## 역사

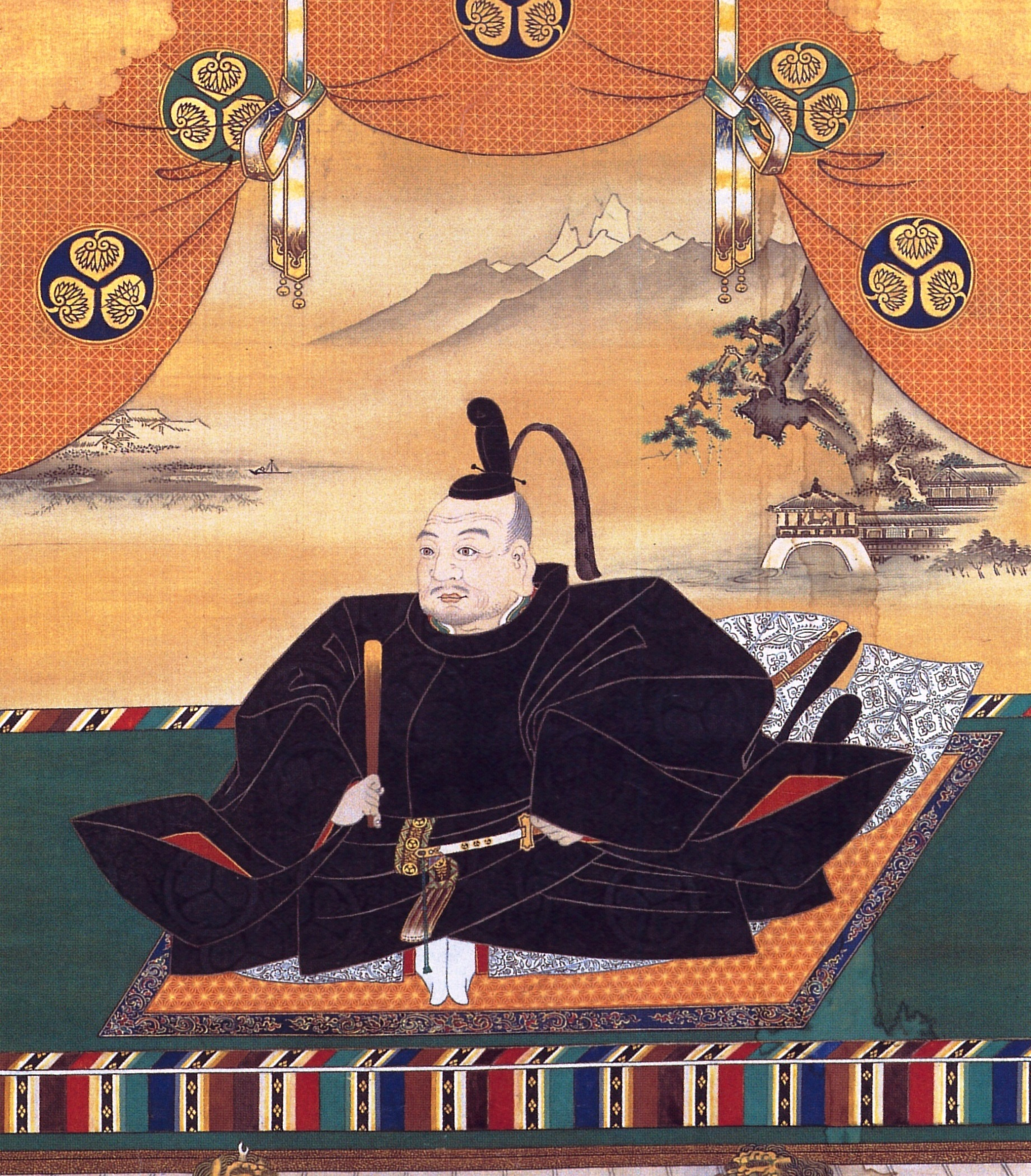
도쿠가와 이에야스

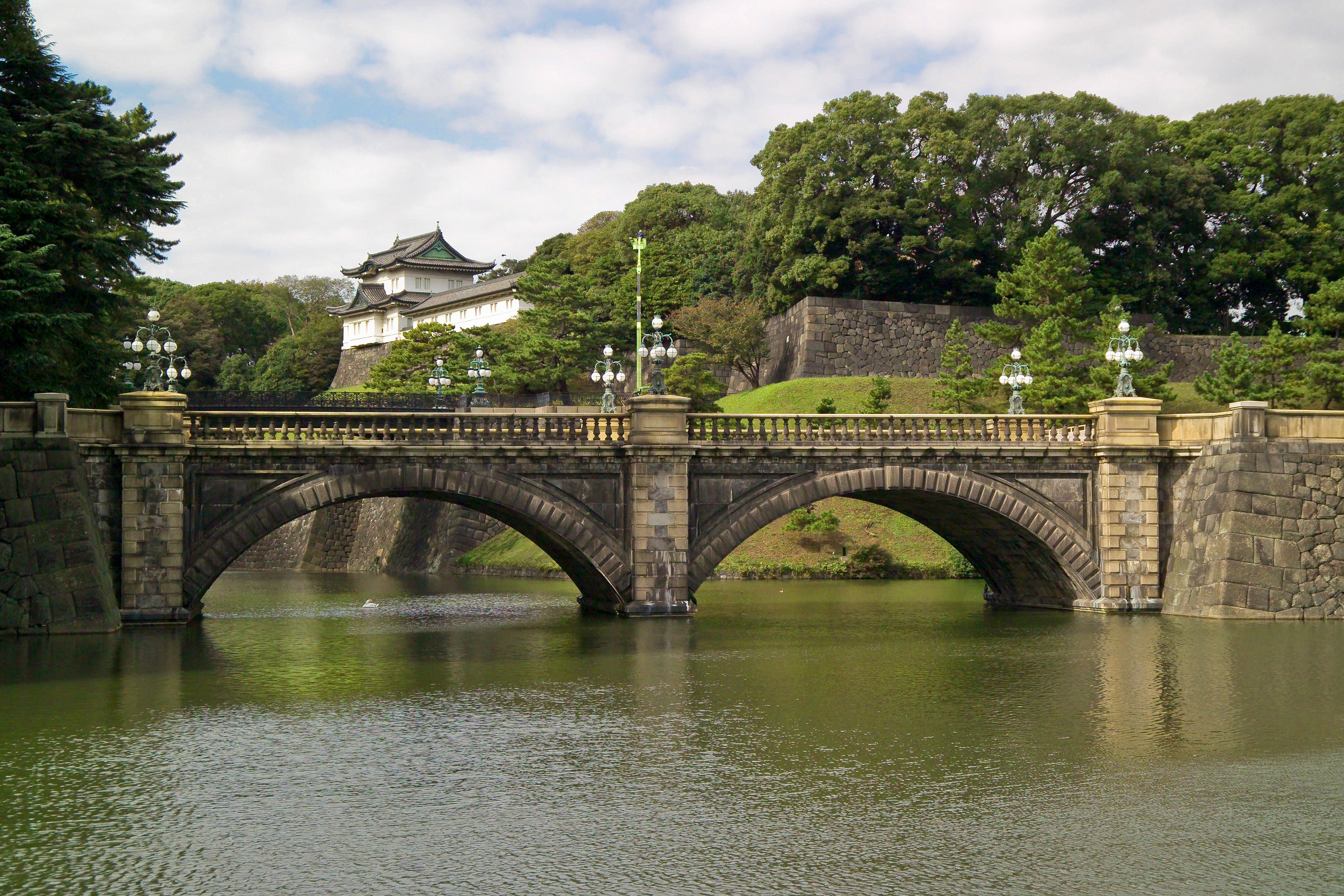
고쿄

도쿄는 원래 작은 어촌으로 과거에는 에도라고 불리던 곳이었다. 1457년에 오타 도칸은 이 지역에 에도성을 세웠다. 1590년에 도쿠가와 이에야스는 에도를 근거지로 삼아 1603년에 쇼군이 되었고 이후 이 지역은 막부의 중심지가 되어 에도 막부가 열렸다. 에도 시대인 18세기 무렵에 이 지역의 인구는 대도시급으로 성장하였다. 1868년 에도 막부는 메이지 유신과 함께 전복되었고 1869년 메이지 천황은 에도로 천도하였다. 에도는 이미 일본의 정치 문화의 중심지가 되어 있었고, 천도와 동시에 에도성은 천황이 거주하는 고쿄가 되었다. 1889년에는 도쿄부 동부에 도쿄시가 설치되었다.
도쿄는 20세기에 두 번의 대재해를 겪었으나 곧 복구되었다. 한번은 1923년의 관동 대지진으로 14만 명이 죽거나 실종되었다. 또 한번은 1945년의 도쿄 대공습으로 7만 5천 명에서 최대 20만 명이 사망하였고 도시의 절반이 파괴되었다. 1943년에는 도쿄부와 도쿄시를 도쿄도로 합쳤고, 이전의 도쿄시 지역은 도쿄도 구부(東京都區部)로 불리게 되었다. 전쟁 후에 도쿄는 완전히 재건되었고 1964년 하계 올림픽을 개최하여 세계에 그 모습을 보여주었다. 1970년대에는 선샤인60과 같은 고층 건물이 들어섰고 1978년에는 도쿄 인근 지바현 나리타시에 나리타 국제공항이 건설되었으며 인구는 증가하여 도쿄도의 인구는 1,100만 명에 이르게 되었다.
도쿄 지하철과 통근 철도망은 세계에서 가장 분주한 곳이 되었다. 1980년대에 도쿄의 부동산 가격이 급등하여 버블을 형성하였다. 1990년대 초에 버블이 터지면서 부동산을 담보로 대출한 많은 회사와 은행, 개인들은 자산의 가치가 하락하게 되었다. 경기의 후퇴가 뒤따르면서 일본은 잃어버린 10년을 맞이하게 되었다. 도쿄는 여전히 많은 곳에 새로운 도시 개발 계획을 진행하고 있다. 최근의 계획으로는 에비스 공원과 덴노즈 아일, 시오도메, 롯폰기 힐스, 시나가와, 도쿄역의 마루노우치 부분이 포함된다. 중요한 건물들이 오모테산도 힐스와 같은 최신식 쇼핑 시설을 위해 헐리고 있다. 도쿄의 토지 매립 계획 또한 몇 세기 동안 계속되고 있다. 가장 유명한 것이 오다이바 지역으로 현재 쇼핑과 오락의 중심지이다.
2021년에는 2020년 하계 올림픽과 패럴림픽이 개최되었다. 본래 2020년에 예정된 대회였으나, 코로나바이러스감염증-19(COVID-19)의 여파로 연기되어 2021년에 개최된 것이다.

## 지리

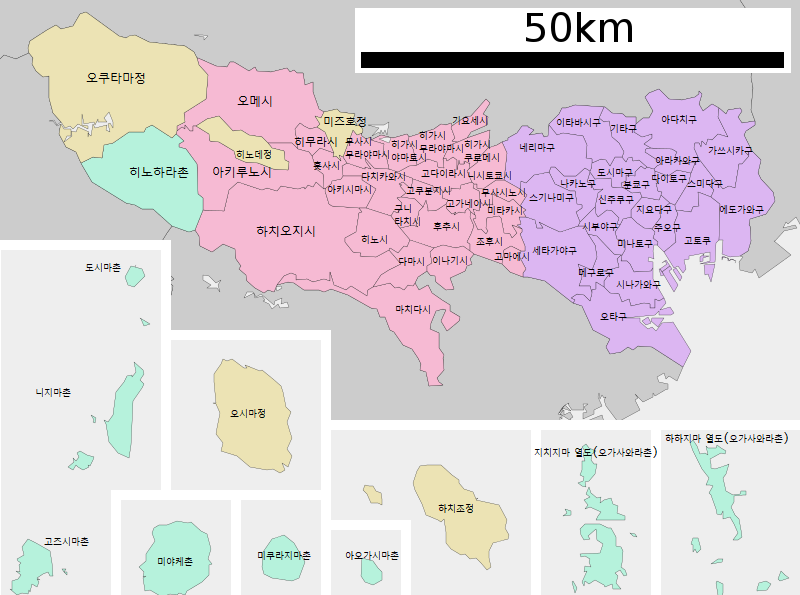
도쿄도의 행정구역

도쿄도의 본토 부분은 도쿄만의 북서쪽에 놓여있고 대략 동서의 길이는 90km, 남북의 길이는 25km 정도이다. 동쪽으로 지바현, 서쪽으로 야마나시현, 남쪽으로 가나가와현, 북쪽으로 사이타마현과 접한다. 크게 보면 구부(23구) 지역과 서부의 다마 지역으로 나뉜다.
또한 도쿄도의 행정 경계는 정남쪽의 태평양에 위치한 두 개의 열도를 포함한다. 하나는 이즈 제도이고 또 하나는 일본 본토에서 1000km 이상 떨어진 오가사와라 제도이다. 이들 섬들과 서부의 산지 지방 때문에 도쿄도의 인구 밀도는 도쿄의 도시 및 교외 지역의 실제 인구 밀도보다 훨씬 낮게 나타난다.

### 도쿄 23구

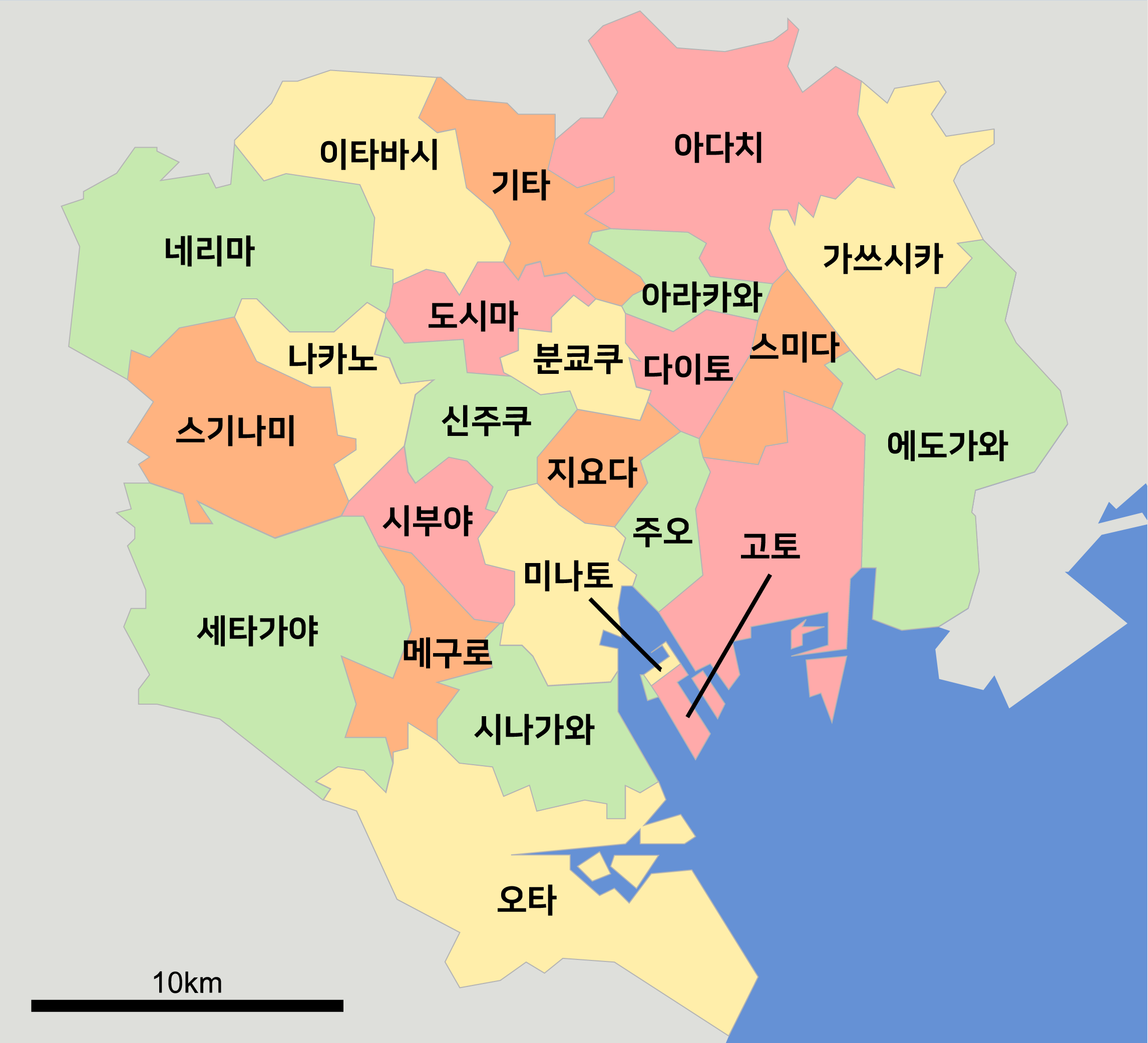
도쿄 23구 지도

도쿄도의 특별구는 과거 도쿄시를 이루었다. 1943년 7월 1일에 도쿄시는 도쿄부와 합쳐져 현재에 이른다. 이러한 합병의 결과, 자치권이 없는 일본 다른 도시의 구들과 달리 도쿄도의 특별구는 다른 지역의 시와 동급으로 취급되며 각각 구장(구청장)과 의회를 선출한다. 이들 구들은 도 정부와 독특한 행정 관계를 맺고 있다는 점에서 다른 도시들과 다르다. 수도, 하수, 소방과 같은 일부 지자체 기능은 도 정부가 관할하며 이러한 행정 비용을 위해 도 정부는 구들에게 세금을 부과한다. 사실상 일본의 수도·경제·정치·방송을 담당하며 관동지방이나 동경 경제권의 중심지이다.
도쿄 23구(동경 23구)는 다음과 같다.
| - 가쓰시카구(葛飾区) - 고토구(江東区) - 기타구(北区) - 나카노구(中野区) - 네리마구(練馬区) - 다이토구(台東区) | - 도시마구(豊島区) - 미나토구(港区) - 메구로구(目黒区) - 스미다구(墨田区) - 스기나미구(杉竝区) - 신주쿠구(新宿区) | - 세타가야구(世田谷区) - 시나가와구(品川区) - 시부야구(渋谷区) - 아다치구(足立区) - 아라카와구(荒川区) - 에도가와구(江戸川区) | - 이타바시구(板橋区) - 오타구(大田区) - 분쿄구(文京区) - 주오구(中央区) - 지요다구(千代田区) |

### 다마 지역
1943년 이전에는 도쿄부에 속했던 지역이다. 도쿄 23구의 서쪽에 위치하며 시와 정, 촌으로 이루어져 있다. 도쿄 중심가의 업무 기능을 위한 '침상도시' 역할을 하며 일부는 지역의 상업과 공업의 기반이다. 도쿄 23구는 물론 도쿄도와 붙어있는 가나가와현보다도 집값이 싸고 도쿄 도심으로 통하는 전철 노선이 잘 갖추어져 있어 이곳에서 도쿄 23구 혹은 요코하 등의 다른 대도시로 출퇴근하는 사람들이 많다.

#### 시
다마 지역에는 26개의 도시가 있다.
| - 고가네이시(小金井市) - 고다이라시(小平市) - 고마에시(狛江市) - 고쿠분지시(国分寺市) - 구니타치시(国立市) - 기요세시(清瀬市) - 니시토쿄시(西東京市) - 다마시(多摩市) - 다치카와시(立川市) | - 마치다시(町田市) - 무사시노시(武藏野市) - 무사시무라야마시(武藏村山市) - 미타카시(三鷹市) - 아키루노시(あきる野市) - 아키시마시(昭島市) - 오메시(青梅市) - 이나기시(稲城市) - 조후시(調布市) | - 하무라시(羽村市) - 하치오지시(八王子市) - 후추시(府中市) - 훗사시(福生市) - 히가시무라야마시(東村山市) - 히가시야마토시(東大和市) - 히가시쿠루메시(東久留米市) - 히노시(日野市) |

도쿄도 정부는 도쿄 중심의 도시 기능을 분산시키기 위한 계획의 일환으로 하치오지시, 다치카와시, 마치다시, 오메시, 다마 신시가지는 다마 지역의 지역 중심지로 지정하였다.

#### 군, 정, 촌
도쿄도의 극서부에는 니시타마군이 자리하고 있다. 이 지역의 대부분은 산지로 도시화에 적합하지 않다. 도쿄도에서 가장 높은 산인 구모토리산(2017m)를 비롯해 다카수산(1737m), 오다케산(1266m), 미타케산(929m)이 이곳에 있다. 야마나시현 주변의 다마강에 위치한 도쿄도에서 가장 큰 호수인 오쿠타마호가 있다.
- 니시타마군(西多摩郡)
  - 오쿠타마정(奥多摩町), 히노데정(日の出町), 미즈호정(瑞穂町), 히노하라촌(檜原村)

### 도서 지역

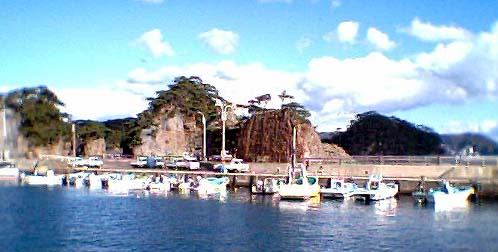
시키네섬

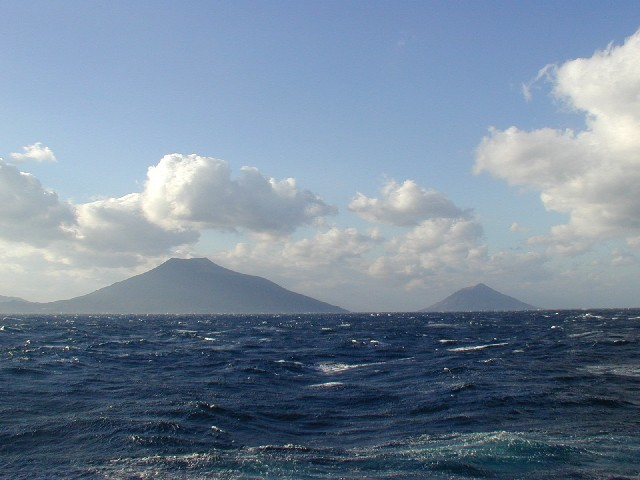
후지 하코네 이즈 국립공원

도쿄도에는 특별구의 도심으로부터 1850km까지 뻗어있는 수많은 외곽의 섬들이 있다. 신주쿠의 도청사와 섬들의 거리 때문에 지역 사무소가 행정을 담당한다.
이즈 제도는 화산 열도로 후지 하코네 이즈 국립공원의 일부를 이룬다. 섬들로는 도쿄 본토에서 가까운 순으로 이즈오섬, 도시마, 니지마섬, 시키네섬, 고즈섬, 미야케섬, 미쿠라섬, 하치조섬, 아오가섬이 있다. 이즈오섬과 하치조섬은 정이다. 섬들에는 6개의 촌이 있으며 니지마와 시키네섬은 하나의 촌을 이룬다.
도쿄도에는 오가사와라 제도가 포함되며 섬들로는 북쪽에서 남쪽으로 지치지마섬, 니시노섬, 하하지마섬, 기타이오섬, 이오섬, 미나미이오섬이 있다. 오가사와라 지청은 또한 두 개의 조그마한 섬을 관할한다. 하나는 미나미토리섬으로 일본의 최동단에 있고 도쿄 중심부에서 1850 km 떨어진 가장 먼 섬이다. 또 하나는 오키노토리섬으로 일본의 최남단에 있으며 중화인민공화국은 사람이 살지 않는 암초에 불과하다고 주장하고 있다. 가잔 열도와 외곽의 섬들은 영구적인 정착민은 없지만 자위대가 상주하고 있다. 지역 주민들은 오직 지치지마섬과 하하지마섬에만 살며 이 섬들은 오가사와라촌을 이루고 있다.
- 오시마 지청(大島支廳)
  - 오시마정(大島町), 도시마촌(利島村), 니지마촌(新島村), 고즈시마촌(神津島村)
- 미야케 지청(三宅支庁廳)
  - 미야케촌(三宅村), 미쿠라지마촌(御蔵島村)
- 하치조 지청(八丈支廳)
  - 하치조정(八丈町), 아오가시마촌(青ヶ島村)
- 오가사와라 지청(小笠原支廳)
  - 오가사와라촌(小笠原村)

### 국립공원
도쿄도에는 다음과 같은 국립공원들이 있다.
- 메이지의 모리다카오 국립공원이 하치오지 남쪽 다카오산 주변에 있다.
- 오가사와라 국립공원: 2006년에 유네스코에 의해 세계자연유산으로 지정되었다.
- 우에노 공원: 박물관으로 유명한 공원이다. 도쿄 국립박물관, 국립과학박물관, 시타마치 박물관, 국립서양미술관, 우에노 동물원이 이곳에 있다. 또한 공원 도처에 예술 작품과 조각상들이 있다.

### 기후
도쿄는 온난 습윤 기후(쾨펜의 기후 구분 Cfa)로 여름은 덥고 습하며 겨울은 온화하다. 사계절의 변화가 뚜렷하며, 연평균 기온은 15.8℃이다. 눈은 아주 가끔 내리는 수준이고, 거의 매년 태풍이 찾아온다. 장마가 6월 중순경부터 시작되므로 봄·가을에 여행하는 것이 좋다.
| 도쿄 (기타노마루 공원)의 기후                                | 도쿄 (기타노마루 공원)의 기후 | 도쿄 (기타노마루 공원)의 기후 | 도쿄 (기타노마루 공원)의 기후 | 도쿄 (기타노마루 공원)의 기후 | 도쿄 (기타노마루 공원)의 기후 | 도쿄 (기타노마루 공원)의 기후 | 도쿄 (기타노마루 공원)의 기후 | 도쿄 (기타노마루 공원)의 기후 | 도쿄 (기타노마루 공원)의 기후 | 도쿄 (기타노마루 공원)의 기후 | 도쿄 (기타노마루 공원)의 기후 | 도쿄 (기타노마루 공원)의 기후 | 도쿄 (기타노마루 공원)의 기후 |
| 월                                                           | 1월                           | 2월                           | 3월                           | 4월                           | 5월                           | 6월                           | 7월                           | 8월                           | 9월                           | 10월                          | 11월                          | 12월                          | 연간                          |
| ------------------------------------------------------------ | ----------------------------- | ----------------------------- | ----------------------------- | ----------------------------- | ----------------------------- | ----------------------------- | ----------------------------- | ----------------------------- | ----------------------------- | ----------------------------- | ----------------------------- | ----------------------------- | ----------------------------- |
| 역대 최고 기온 °C (°F)                                       | 22.6 (72.7)                   | 24.9 (76.8)                   | 25.3 (77.5)                   | 29.2 (84.6)                   | 32.6 (90.7)                   | 36.4 (97.5)                   | 39.5 (103.1)                  | 39.1 (102.4)                  | 38.1 (100.6)                  | 32.6 (90.7)                   | 27.3 (81.1)                   | 24.8 (76.6)                   | 39.5 (103.1)                  |
| 일평균 최고 기온 °C (°F)                                     | 9.8 (49.6)                    | 10.9 (51.6)                   | 14.2 (57.6)                   | 19.4 (66.9)                   | 23.6 (74.5)                   | 26.1 (79.0)                   | 29.9 (85.8)                   | 31.3 (88.3)                   | 27.5 (81.5)                   | 22.0 (71.6)                   | 16.7 (62.1)                   | 12.0 (53.6)                   | 20.3 (68.5)                   |
| 일일 평균 기온 °C (°F)                                       | 5.4 (41.7)                    | 6.1 (43.0)                    | 9.4 (48.9)                    | 14.3 (57.7)                   | 18.8 (65.8)                   | 21.9 (71.4)                   | 25.7 (78.3)                   | 26.9 (80.4)                   | 23.3 (73.9)                   | 18.0 (64.4)                   | 12.5 (54.5)                   | 7.7 (45.9)                    | 15.8 (60.4)                   |
| 일평균 최저 기온 °C (°F)                                     | 1.2 (34.2)                    | 2.1 (35.8)                    | 5.0 (41.0)                    | 9.8 (49.6)                    | 14.6 (58.3)                   | 18.5 (65.3)                   | 22.4 (72.3)                   | 23.5 (74.3)                   | 20.3 (68.5)                   | 14.8 (58.6)                   | 8.8 (47.8)                    | 3.8 (38.8)                    | 12.1 (53.8)                   |
| 역대 최저 기온 °C (°F)                                       | −9.2 (15.4)                   | −7.9 (17.8)                   | −5.6 (21.9)                   | −3.1 (26.4)                   | 2.2 (36.0)                    | 8.5 (47.3)                    | 13.0 (55.4)                   | 15.4 (59.7)                   | 10.5 (50.9)                   | −0.5 (31.1)                   | −3.1 (26.4)                   | −6.8 (19.8)                   | −9.2 (15.4)                   |
| 평균 강수량 mm (인치)                                        | 59.7 (2.35)                   | 56.5 (2.22)                   | 116.0 (4.57)                  | 133.7 (5.26)                  | 139.7 (5.50)                  | 167.8 (6.61)                  | 156.2 (6.15)                  | 154.7 (6.09)                  | 224.9 (8.85)                  | 234.8 (9.24)                  | 96.3 (3.79)                   | 57.9 (2.28)                   | 1,598.2 (62.92)               |
| 평균 강설량 cm (인치)                                        | 4 (1.6)                       | 4 (1.6)                       | 0 (0)                         | 0 (0)                         | 0 (0)                         | 0 (0)                         | 0 (0)                         | 0 (0)                         | 0 (0)                         | 0 (0)                         | 0 (0)                         | 0 (0)                         | 8 (3.1)                       |
| 평균 강수일수 (≥ 0.5 mm)                                     | 5.3                           | 6.1                           | 10.3                          | 10.9                          | 11.1                          | 12.8                          | 12.0                          | 9.4                           | 12.3                          | 11.8                          | 8.2                           | 5.8                           | 116.0                         |
| 평균 강설일수 (≥ 0 cm)                                       | 2.8                           | 3.5                           | 1.4                           | 0.1                           | 0                             | 0                             | 0                             | 0                             | 0                             | 0                             | 0                             | 0.6                           | 8.5                           |
| 평균 상대 습도 (%)                                           | 51                            | 52                            | 57                            | 62                            | 68                            | 75                            | 76                            | 74                            | 75                            | 71                            | 64                            | 56                            | 65                            |
| 평균 월간 일조시간                                           | 192.6                         | 170.4                         | 175.3                         | 178.8                         | 179.6                         | 124.2                         | 151.4                         | 174.2                         | 126.7                         | 129.4                         | 149.8                         | 174.4                         | 1,926.7                       |
| 출처: 일본 기상청 (평년값: 1991년~2020년, 극값: 1875년~현재) |                               |                               |                               |                               |                               |                               |                               |                               |                               |                               |                               |                               |                               |

## 상징
도쿄도에는 공식적으로 2개의 상징물이 있다. 하나는 문장(紋章)이고 나머지는 심벌이라고 부른다. 각각의 상징물이 들어간 깃발도 공식적으로 쓰인다.

### 문장

도쿄도문장

도쿄도문장(東京都紋章)은 1943년 11월 2일부터 쓰이고 있으며 제9대 도쿄도지사와 귀족원 의원(현재의 참의원)을 지낸 와타나베 히로모토가 디자인하여 1889년 12월부터 쓰인 도쿄시의 문장과 같다. 고시 제464호로 인하여 쓰이기 시작했다. 이 문장은 6개의 햇살이 뻗어가는 태양을 나타내며 도쿄가 일본의 중심임을 나타낸다. 다른 형들과 마찬가지로 색이 채택되지 않았다. 이 문장은 간지인 東京(도쿄)의 京(쿄)를 닮았지만 고시에서는 설명이 나타나지 않는다.

도쿄도기

도쿄도기(東京都旗)는 1964년 10월 1일부터 쓰이고 있으며(고시 제1042호) 진보라(江戸紫, 에도의 전통색)색 바탕의 중심에 하얀색의 도쿄도문장이 가운데에 들어가 있다. 비율은 2:3이다.

### 심벌

도쿄도 심벌기

도쿄도의 심벌마크(東京都のシンボルマーク)는 1989년 6월 1일 고시 제577호로 채택되었다. 디자인은 도쿄도심벌마크전형위원회의 20명의 지원자가 선택한 것으로 전문 그래픽 디자이너인 레이 요시무라(レイ吉村)가 만든 것이다. 선명한 초록색 심벌을 3개의 호가 있는 은행나무(도쿄도의 나무)의 잎이며 Tokyo의 T를 나타낸다.
도쿄도 심벌기(東京都シンボル旗)는 1989년 9월 30일 고시 제978호로 채택되었다. 도쿄도의 심벌마크가 흰색 바탕의 기 중앙에 있다. 비율은 2:3이다.

## 인구
|                                            | |
| 도쿄도의 전국의 연령별 인구 분포（2005년） | 도쿄도의 연령·남녀별 인구 분포（2005년）                                                                                  |
| ■자주색 ― 도쿄도 ■녹색 ― 일본전국          | ■파랑색 ― 남자 ■빨간색 ― 여자                                                                                             |
| · 도쿄도의 인구추이                        | |
| 일본 총무성 통계국 국세조사 결과           | |
|                                            | 이 그래프는 더 이상 지원되지 않는 레거시 그래프 확장 기능을 사용하고 있습니다. 새로운 차트 확장 기능으로 변환해야 합니다. |

| 연도 | 인구       | ±%     |
| ---- | ---------- | ------ |
| 1870 | 590,268    | —      |
| 1880 | 712,259    | +20.7% |
| 1890 | 1,389,684  | +95.1% |
| 1900 | 1,580,124  | +13.7% |
| 1910 | 2,202,079  | +39.4% |
| 1920 | 3,699,428  | +68.0% |
| 1925 | 4,485,144  | +21.2% |
| 1930 | 5,408,678  | +20.6% |
| 1935 | 6,369,919  | +17.8% |
| 1940 | 7,354,971  | +15.5% |
| 1945 | 3,488,284  | −52.6% |
| 1950 | 6,277,500  | +80.0% |
| 1955 | 8,037,084  | +28.0% |
| 1960 | 9,683,802  | +20.5% |
| 1965 | 10,869,244 | +12.2% |
| 1970 | 11,408,071 | +5.0%  |
| 1975 | 11,673,554 | +2.3%  |
| 1980 | 11,618,281 | −0.5%  |
| 1985 | 11,829,363 | +1.8%  |
| 1990 | 11,855,563 | +0.2%  |
| 1995 | 11,773,605 | −0.7%  |
| 2000 | 12,064,101 | +2.5%  |
| 2005 | 12,576,601 | +4.2%  |
| 2010 | 13,159,388 | +4.6%  |
| 2015 | 13,515,271 | +2.7%  |
| 2020 | 13,982,112 | +3.5%  |

2016년 6월 기준으로 도쿄도의 인구는 13,613,660명, 도쿄 23구의 인구는 896만 7천 명으로 추정되었다. 주간에는 인접한 지역으로부터 통근하는 250만 명의 노동자와 학생들이 유입된다. 이 결과 도심인 지요다구, 주오구, 미나토구의 2005년 인구는 야간에는 32만 6천 명이지만 주간에는 240만 명에 달했다. 도의 인구는 주간에는 300만 명 이상 증가한다. 도쿄의 인구가 절정에 달했던 1965년에 23구의 인구는 889만 3094명에 달했고 1995년에 800만 명 이하로 떨어졌다. 현재 인구는 전에는 14만 명을 넘어섰으나 최근엔 도쿄도 전체 인구는 13,971,109명으로 하락했으며 최근 문서상에 따르면 인구조사에서 10,673명이 유출된 것으로 확인되었다. 결정적인 원인은 코로나19로 인한 재택근무와 밀집지역 기피현상이 생겼기 때문으로 보인다고 요미우리 신문이 보도했다.
2005년에 도쿄도에 거주하는 외국인은 중국인(123,661명), 한국인(106,697명), 필리핀인(31,077명), 미국인(18,848명), 영국인(7,696명), 브라질인(5,300명), 프랑스인(3,000명) 순이었다.

### 고령자
2010년 시점에서 도쿄도의 고령화율은 20.4%이며 즉 고령자가 5명 중 1명에 이르고 있다(향후 노인 인구가 계속 증가할 것으로 전망되고 있으며 2020년에는 도쿄에 사는 4명 중 1명이 고령자가 될 것으로 전망되고 있다).
독신 고령자는 2010년 시점에서 62만명이다.(그 10년 후인 2020년에는 80만명을 넘을 것으로 전망됨)

### 연소자
도쿄도의 연소자(0~14세) 인구는, 이미 노인 인구보다 작다.(장래에도 감소가 전망된다).

### 주간 인구 및 야간 인구, 주간 유입 인구
주간 인구와 야간 인구
2015년 기준 도쿄도의 주간 인구는 약 1592만 명이며 그에 비해 야간 인구는 1352만 명이나 되고 이는 도쿄도 내의 직장으로 통근하는 사람들과 도내의 학교로 통학하는 사람들로 인해 낮에 인구가 증가하고 있음을 보여주고 있다.(낮에만 도쿄에서 주변의 도도부현으로 통근·통학하는 사람들도 있지만, 그 수보다 유입되는 인구가 더 크므로 차감하여 낮에 241만 명이 많다는 현상이 일어나고 있다.) 다마 지역과 도쿄 주변 현(인접하지 않는 이바라키현, 도치기현, 군마현의 남부 포함)에는 도쿄의 베드타운이 점재하며 시즈오카현 동부와 니가타현 남부 등에서의 신칸센 통근자도 존재한다.
주간 유입 인구
23구 지역으로의 주간 유입 인구는 1980년에 266만 명이던 것이 서서히 증가하기 시작하여 1995년에 372만 명으로 정점을 맞았으며 그 후에는 서서히 감소해 2015년에 318만 명이 되었다. 주간 유입 인구가 많다는 것은 이들이 구 지역에서 낮에 다양한 활동(생산 활동이나 소비 활동)을 벌여 활기를 주고 있다는 의미가 있다. 하지만 이것은 동시에 재해 시에는 대량의 귀가 곤란자가 생기는 리스크를 내포하고 있다는 것도 의미한다[동일본 대지진 때는 도쿄도에서 약 352만 명이 귀가 곤란자가 되었다고 추계되었다(내각부가 2011년 11월 22일에 발표한 인터넷 조사에 근거하는 추계. 자세한 것은 「동일본 대지진에 의한 귀가 곤란자」 기사를 참조할 것).

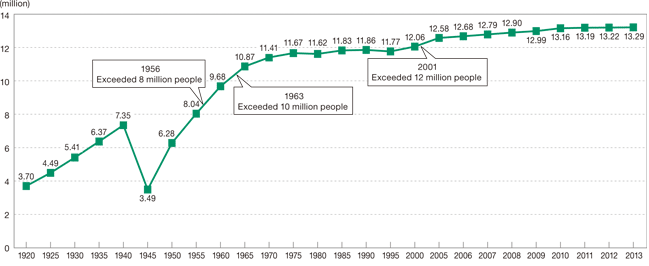
1920년 이후 도쿄도의 인구 그래프

## 행정

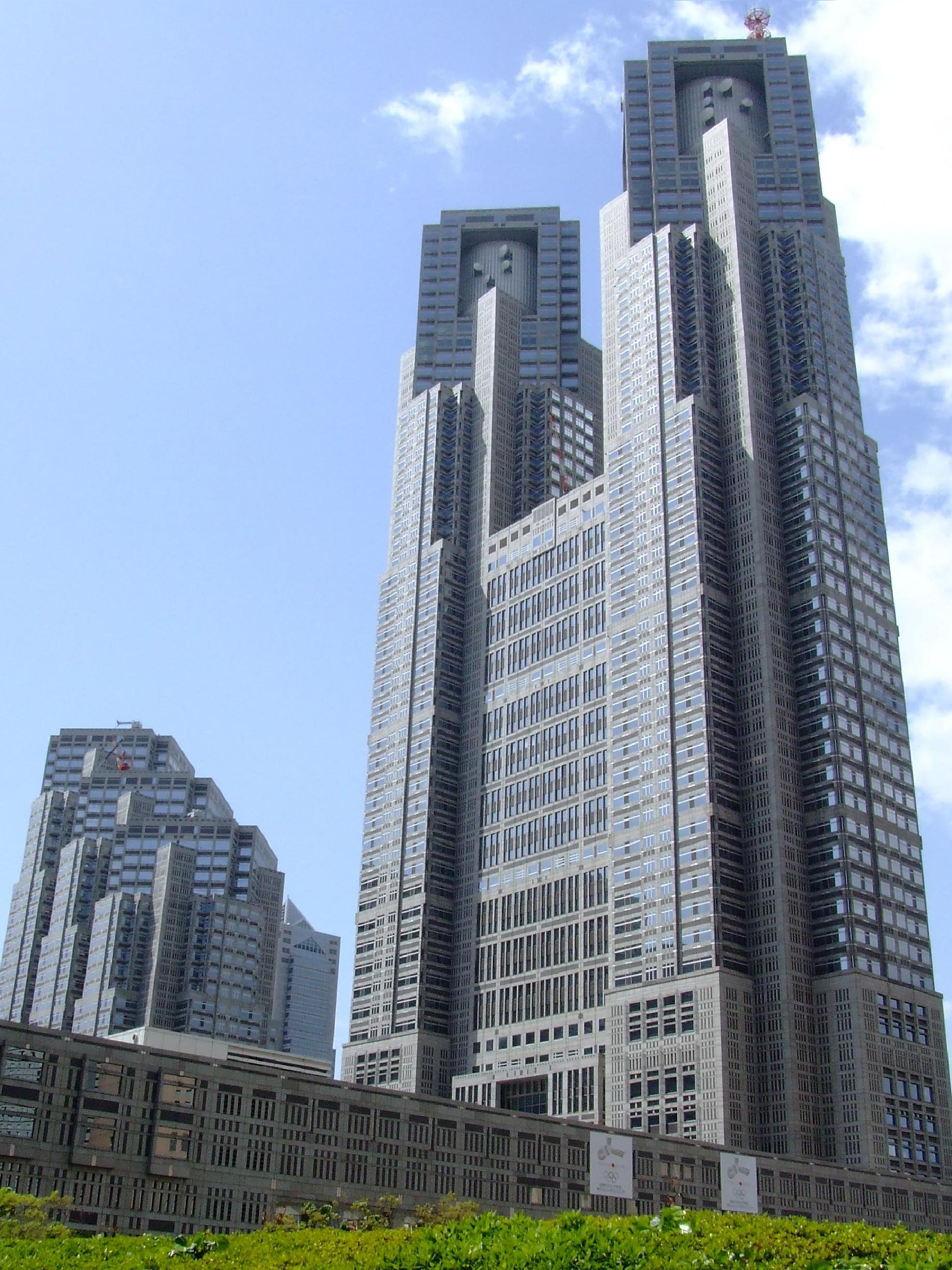
도쿄도청사

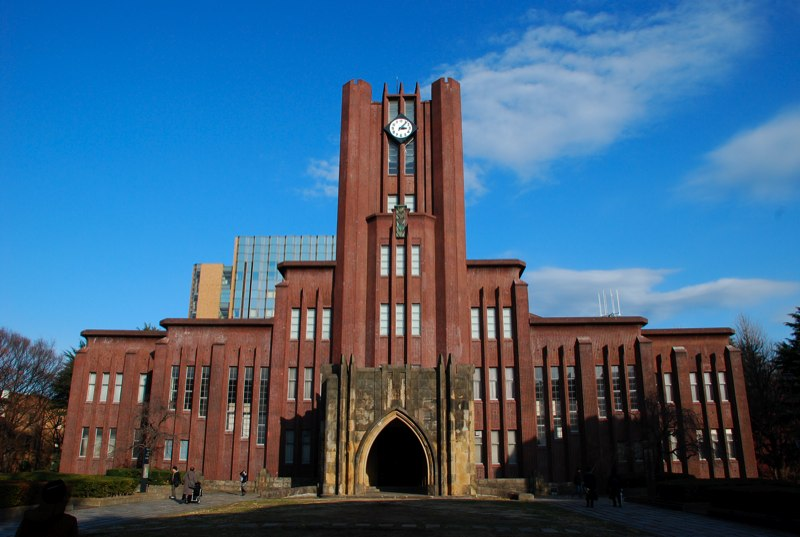
도쿄 대학, 야스다 강당

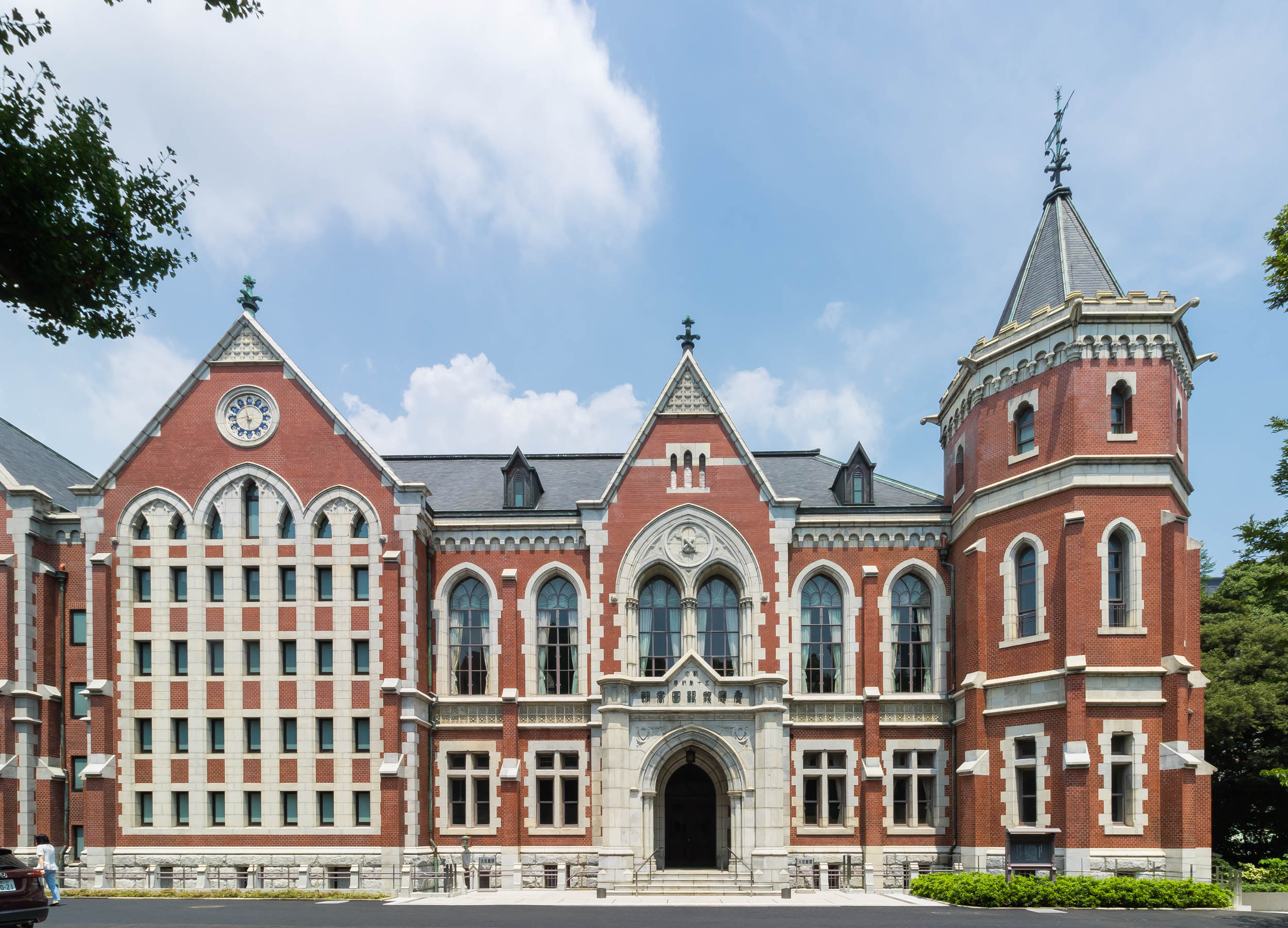
게이오기주쿠 대학

《일본 지방자치법》 하에서 도쿄는 도(都)로 지정되어 있다. 행정 구조는 일본의 다른 도도부현과 유사하다. 도쿄도는 1943년까지 도쿄시를 이루었던 23개의 특별구를 포함하며 이들은 각각 자치권을 가지고 각자의 구장과 의회를 가지고 있어 사실상 독립된 도시의 지위를 가진다. 도쿄도는 또한 각자의 지역 정부를 가진 26개의 시와 5개의 정, 8개의 촌을 포함한다. 도쿄도 정부는 공개적으로 선출된 도지사와 도의회에 의해 운영된다. 도쿄도청은 신주쿠구에 있다. 도 정부는 호수, 강, 댐, 농장, 먼곳의 섬, 국립 공원과 번화가, 마천루, 지하철 등을 포함한 도쿄의 모든 것을 관할한다.

## 교육
도쿄에는 많은 대학, 전문 대학, 직업 학교가 존재 하고 있다. 많은 일본의 권위있는 대학들이 도쿄에 있다.

### 국립 대학
- 도쿄 대학
- 도쿄 공업대학
- 도쿄 외국어대학
- 도쿄 해양대학
- 도쿄 예술대학
- 도쿄 농공대학
- 도쿄 가쿠게이 대학
- 히토쓰바시 대학
- 정책연구대학원대학

### 공립 대학(도쿄 도립)
- 도쿄 도립대학

### 사립 대학
- 게이오기주쿠 대학
- 와세다 대학
- 조치 대학
- 메이지 대학
- 릿쿄 대학
- 아오야마 가쿠인 대학
- 호세이 대학
- 주오 대학
- 가쿠슈인 대학
- 국제 기독교 대학
- 니혼 대학
- 센슈 대학

구와 지자체에 의해 운영되는 공립 유치원, 소학교(1학년~6학년), 중학교(7학년~9학년)이 있다. 도쿄의 공립 고등학교는 도쿄도 교육위원에 의해 운영되고 "도 고등학교"로 불린다. 그밖에 도쿄에는 유치원에서 고등학교까지 많은 사립 학교가 있다.

## 경제

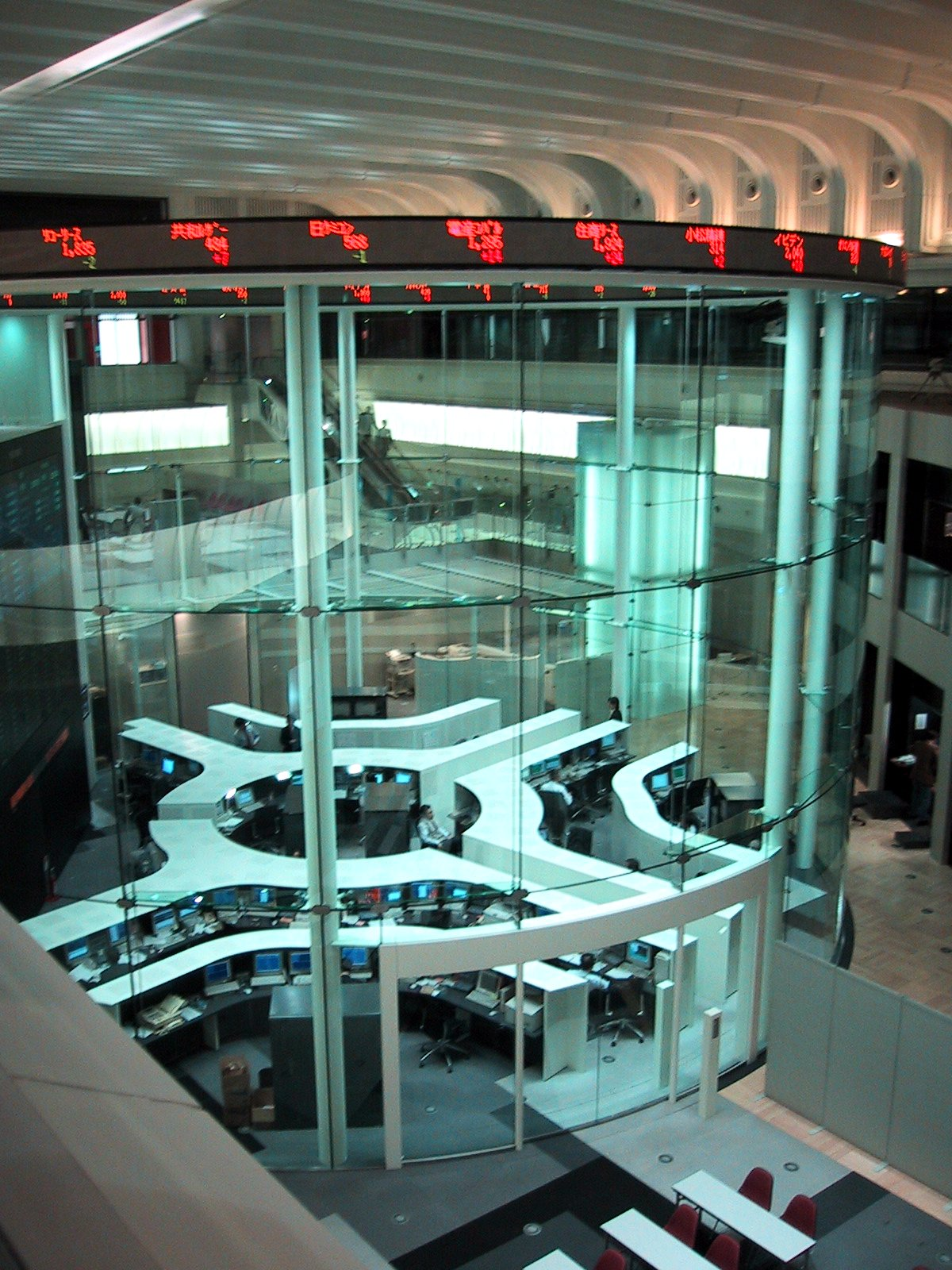
도쿄 증권거래소

도쿄는 뉴욕, 런던과 더불어 세계 3대 금융 중심지 중 하나이다. 또한 도쿄는 세계에서 가장 큰 도시권 경제이다. 도쿄도의 2019년 총 GDP는 115조 7000억 엔으로 세계의 도시들 중 1위를 차지했다. 포춘 글로벌 500대 기업 목록에서 도쿄에 기반을 둔 기업은 51개로 2위 파리의 거의 두 배에 달했다.
도쿄는 주요 국제 금융 중심지이고 몇몇 세계에서 가장 큰 투자은행과 보험 회사들의 본사가 입지해 있으며 일본의 교통, 출판, 방송 산업의 중심 역할을 한다. 2차 대전 이후 일본 경제의 중앙집권화된 성장에 따라 많은 대기업들이 정부와의 더 좋은 접근성을 얻기 위해서 역사적인 상업 수도인 오사카 같은 도시에서 도쿄로 본사를 이전하였다. 이러한 경향은 도쿄의 지속적인 인구 성장과 높은 생계 비용 때문에 점차 줄어들게 되었다. 도쿄는 이코노미스트에 의해 2006년까지 14년 동안 생계 비용이 가장 비싼 도시로 선정되었다.
일본은행 본점, 도쿄 증권거래소 등 일본 경제의 중추는 도쿄에 있다. 도쿄 증권거래소는 일본에서 가장 큰 증권 거래소이자 세계에서 두 번째로 큰 규모의 증권 거래소이다. 1990년의 일본 자산 가격 버블 때 도쿄는 세계 주식 시장 가치의 60% 이상을 차지했다.
일본 농림수산성에 따르면 2003년에 도쿄도의 경작지는 8460헥타르였다. 농지는 주로 도쿄도의 서부에 집중되어있다. 상하기 쉬운 야채, 과일, 꽃을 편리하게 도의 동부로 선적할 수 있다. 고마츠나와 시금치는 가장 중요한 야채로써 2000년에 도쿄도는 중앙 생산 시장에서 판매되는 고마츠나의 32.5%를 공급하였다. 전체 면적의 36%가 숲으로 덮여 있고 도쿄도의 서부 산지에서는 삼나무와 편백이 광범위하게 자란다. 목재 가격의 하락, 생산 비용의 증가, 임업 인구의 노령화로 도쿄도의 생산량은 감소하고 있다.
도쿄만은 한때 주요 어장이었으며 현재 도쿄도의 어업 생산량 대부분은 이즈오섬, 하치조섬과 같은 바깥의 섬들로부터 온다. 가다랑어, 노리(김), 전갱이과가 대양에서 생산된다. 관광업 또한 도쿄의 경제에 상당 부분 기여를 한다.

## 교통

### 공항

도쿄 국제공항(하네다 공항)

도쿄도에는 도쿄 국제공항(하네다 공항), 조후 비행장, 오시마 공항, 미야케지마 공항, 하치조지마 공항, 니지마 공항, 고즈시마 공항이 있다.
도쿄 국제공항(東京国際空港)은 하네다 공항(羽田空港)이라고도 불리며, 오타구 남부에 위치하여 있다. 1978년 5월 나리타 국제공항이 개항한 이후로는 국내선 중심으로 운영되고 있지만, 2010년 10월에 신 국제선 터미널이 완공되면서 축소되었던 국제선 편수를 다시 늘리기 시작했다. 도심과의 거리가 가까워서 일본 정부의 전용기, 국빈급 승객이 이용하는 일본 이외 국가의 특별기도 도쿄 국제공항을 많이 사용한다. 도심과의 교통수단으로는 터미널 바로 아래에서 탈 수 있는 도쿄 모노레일과 게이큐선이 있으며, 이외에도 공항 리무진 버스가 공항과 도쿄도 내 또는 인근 도도부현의 주요 역, 주요 호텔 등을 잇는다. 이외에 버스나 택시 등도 이용할 수 있다.
도쿄 국제공항에서 발착하지 않는 국제선은 주로 지바현 나리타시에 있는 나리타 국제공항(成田国際空港)에서 발착한다. 개항 당시에는 도심에서 공항으로의 교통수단이 히가시칸토 자동차도를 경유하는 리무진 버스와 터미널에서 가까웠던 당시의 나리타 공항역(현 히가시나리타 역)까지 운행하였던 게이세이 전철의 스카이라이너 뿐이었지만, 1991년 3월부터 공항 터미널 바로 아래에 역이 신설되어(제3터미널 제외) 동일본여객철도와 게이세이 전철이 사용하게 되었다. 도쿄도 도심부에서 공항까지 약 1시간이 소요되며, 2010년 7월에는 나리타 고속철도 액세스가 개통하였다.
다마 지역에는 조후 비행장(調布飛行場)이 있으며, 신추오항공이 이즈 제도로의 정기편을 운항하고 있다. 다른 공항들은 도서 지역의 공항이다. 이즈오섬에 있는 오시마 공항(大島空港)에는 조후 비행장, 하치조지마 공항으로의 정기편이 운항되고 있다. 미야케지마 공항(三宅島空港)에는 조후 비행장으로의 정기편이 운항되고 있다. 하치조지마 공항(八丈島空港)에는 하네다 공항으로의 정기편이 운항되고 있다. 니지마 공항, 고즈시마 공항에는 조후 비행장으로의 정기편이 운항되고 있다. 오가사와라 제도에는 공항이 없으며, 교통 상황의 개선을 위해 공항을 건설해야 하는가, 자연 보호를 위해 건설하지 말아야 하는가에 대해 논쟁이 있다.

### 철도

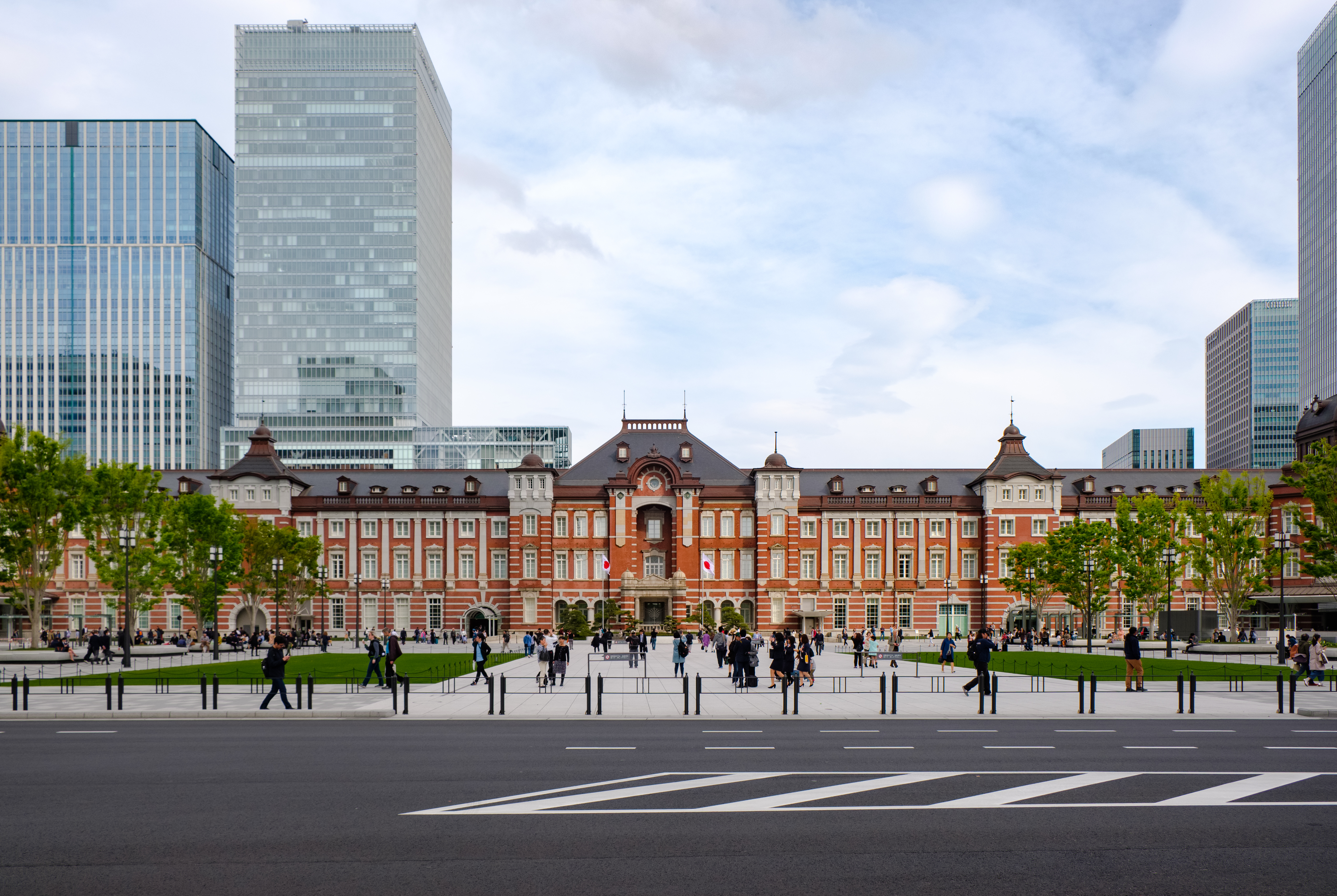
도쿄역

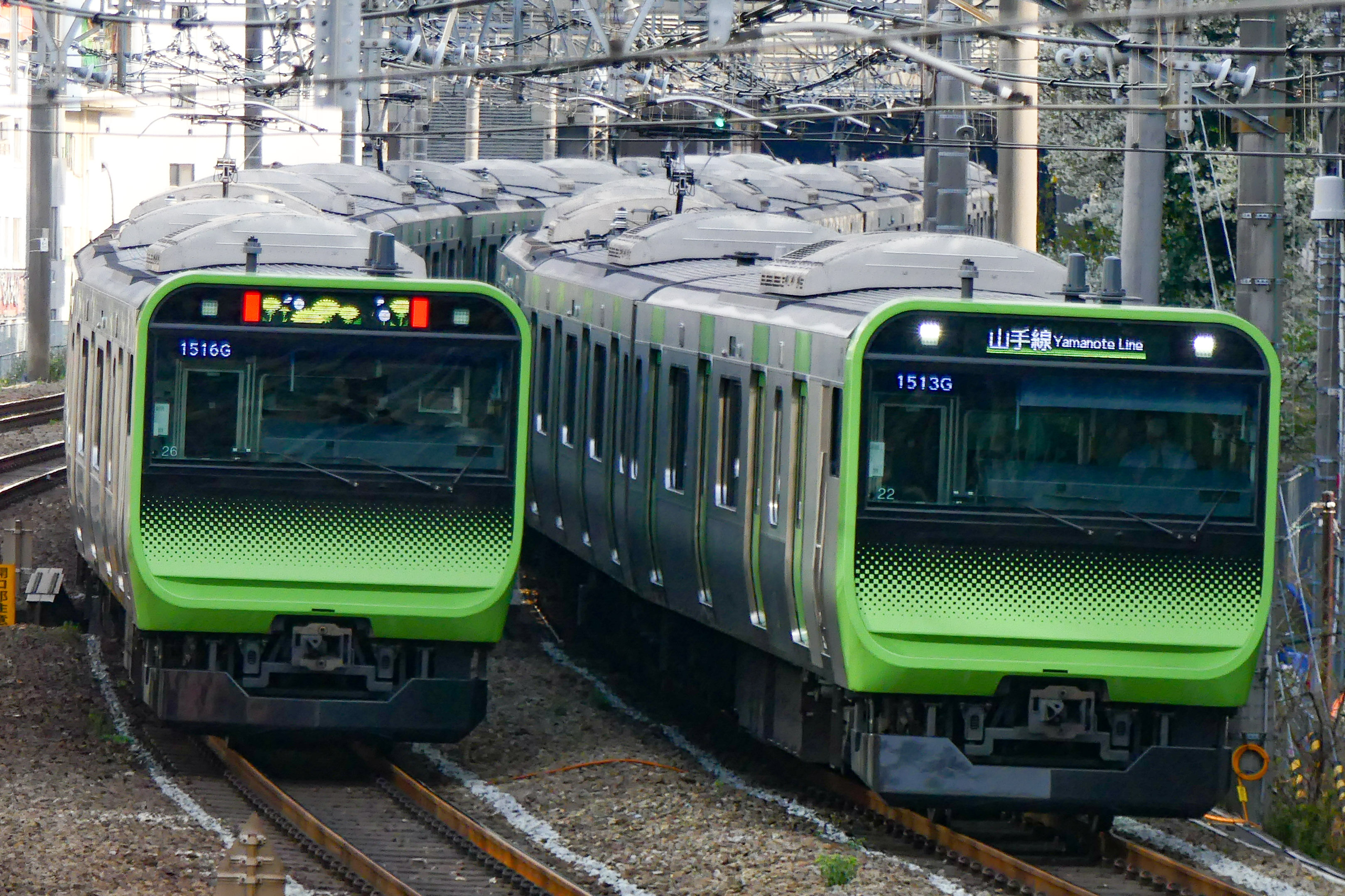
야마노테선

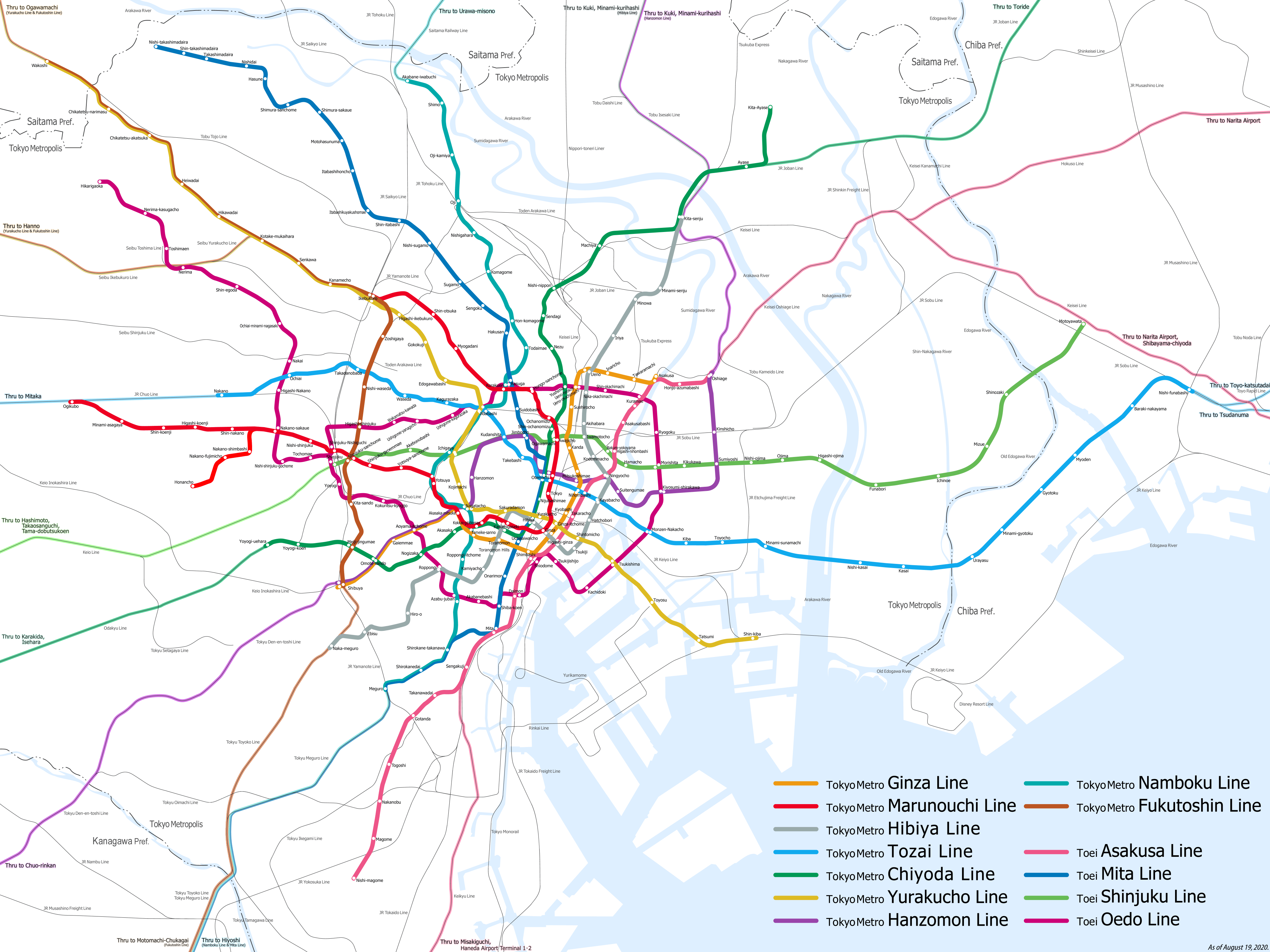
도쿄 지하철 노선도

도쿄에 위치한 역수는 654개이며 일본의 도도부현 중에서 가장 역수가 많아 가장 면적이 넓은 홋카이도의 522개 역과 비교해도 100개 역을 더 많이 가지고 있다. 동일본 여객철도의 야마노테선이 순환선을 운행하고 있으며 연선을 주기적으로 이어지는 도쿄역, 시나가와역, 시부야역, 우에노역, 이케부쿠로역 등의 역이 철도 각선 역할을 하고 있으며 우에노 도쿄 라인과 게이힌 도호쿠선, 요코스카·소부 쾌속선 등이 운행을 하고 있으며 그외에 사이타마현, 지바현, 가나가와현까지 직통 열차가 하루종일 운행되고 있다.

#### 주요 역
도쿄역, 우에노역, 시나가와역, 시부야역, 신주쿠역, 이케부쿠로역, 아키하바라역, 아사쿠사역, 긴자역 등

#### 주요 노선
- 초광역 노선
  - 도카이도 신칸센, 도호쿠 신칸센, 조에쓰 신칸센, 호쿠리쿠 신칸센, 도카이도 본선, 주오 본선, 도호쿠 본선, 조반선
- 광역 노선
  - 동일본 여객철도
    - 야마노테선, 소부 본선, 게이힌 도호쿠선, 난부선, 요코하마선, 무사시노선, 게이요선, 하치코선, 오메선, 이쓰카이치선, 사이쿄선

  - 도쿄 지하철(도쿄 메트로, 도에이 지하철)
    - 도자이선, 후쿠토신선, 신주쿠선, 유라쿠초선

  - 도큐 전철
    - 도요코선, 메구로선, 덴엔토시선

  - 게이힌 급행 전철
    - 게이큐 본선

  - 오다큐 전철
    - 오다와라선, 다마선

  - 세이부 철도
    - 이케부쿠로선, 신주쿠선, 다마코선, 야마구치선, 하이지마선, 고쿠분지선, 세이부엔선, 다마가와선

  - 도부 철도
    - 이세사키선, 도조 본선

  - 게이세이 전철
    - 게이세이 본선

  - 사이타마 고속철도
    - 사이타마 고속철도선

  - 호쿠소 철도
    - 호쿠소선

  - 수도권 신도시 철도
    - 쓰쿠바 익스프레스

  - 게이오 전철
    - 게이오선, 이노카시라선

  - 다마 도시 모노레일
    - 다마 도시 모노레일선
- 도쿄 23구 내
  - 도쿄 메트로
    - 긴자선, 마루노우치선, 히비야선, 지요다선, 한조몬선, 난보쿠선

  - 도쿄도 교통국(도에이 지하철)
    - 아사쿠사선, 미타선, 오에도선, 신주쿠선, 노면전차 아라카와선, 우에노 현수선, 닛포리·도네리 라이너

  - 도큐 전철
    - 오이마치선, 다마가와선, 이케가미선, 세타가야선

  - 게이힌 급행 전철(게이큐 전철)
    - 게이큐 본선, 공항선

  - 세이부 철도
    - 유라쿠초선, 도시마선

  - 도부 철도
    - 이세사키선, 가메이도선, 다이시선

  - 게이세이 전철
    - 오시아게선, 가나마치선

  - 도쿄 모노레일
    - 하네다 공항선

  - 유리카모메
    - 도쿄 임해 신교통 임해선

  - 도쿄 임해 고속 철도
    - 린카이선
- 다마 지역
  - 게이오 전철
    - 게이바조선, 도부쓰엔선, 다카오선

### 도로
- 고속도로
  - 도메이 고속도로
  - 주오 자동차도
  - 간에쓰 자동차도
  - 도쿄 외환 자동차도
  - 게이요 도로
  - 수도권 중앙 연락 자동차도
- 도시권 자동차 전용도로
  - 수도고속도로
  - 도쿄 고속도로
  - 제3게이힌 도로(일본어판)
- 국도
  - 국도 제1호선
  - 국도 제4호선
  - 국도 제6호선
  - 국도 제14호선
  - 국도 제15호선
  - 국도 제16호선
  - 국도 제17호선
  - 국도 제20호선
  - 국도 제122호선 (일본)(일본어판)
  - 국도 제130호선
  - 국도 제131호선
  - 국도 제139호선
  - 국도 제246호선
  - 국도 제254호선 (일본)(일본어판)
  - 국도 제298호선
  - 국도 제357호선
  - 국도 제411호선 (일본)(일본어판)
  - 국도 제466호선
- 도도부현도
  - 도쿄도도 제2호선
  - 도쿄도도 제3호선
  - 도쿄도도 제4호선
  - 도쿄도도 제5호선
  - 도쿄도도 제6호선
  - 도쿄도도 제7호선
  - 도쿄도도 제8호선
  - 도쿄도도 제11호선
  - 도쿄도도 제12호선
  - 도쿄도도 제15호선
  - 도쿄도도 제118호선
  - 도쿄도도 제123호선
  - 도쿄도도 제201호선
  - 도쿄도도 제316호선
  - 도쿄도도 제318호선
  - 도쿄도도 제451호선
  - 도쿄도도 제481호선
  - 도쿄도도 제482호선
  - 도쿄도도 제484호선
  - 그 외의 다른 노선은 도쿄도의 도도 목록 문서 참조.

### 항구
- 도쿄항

## 문화

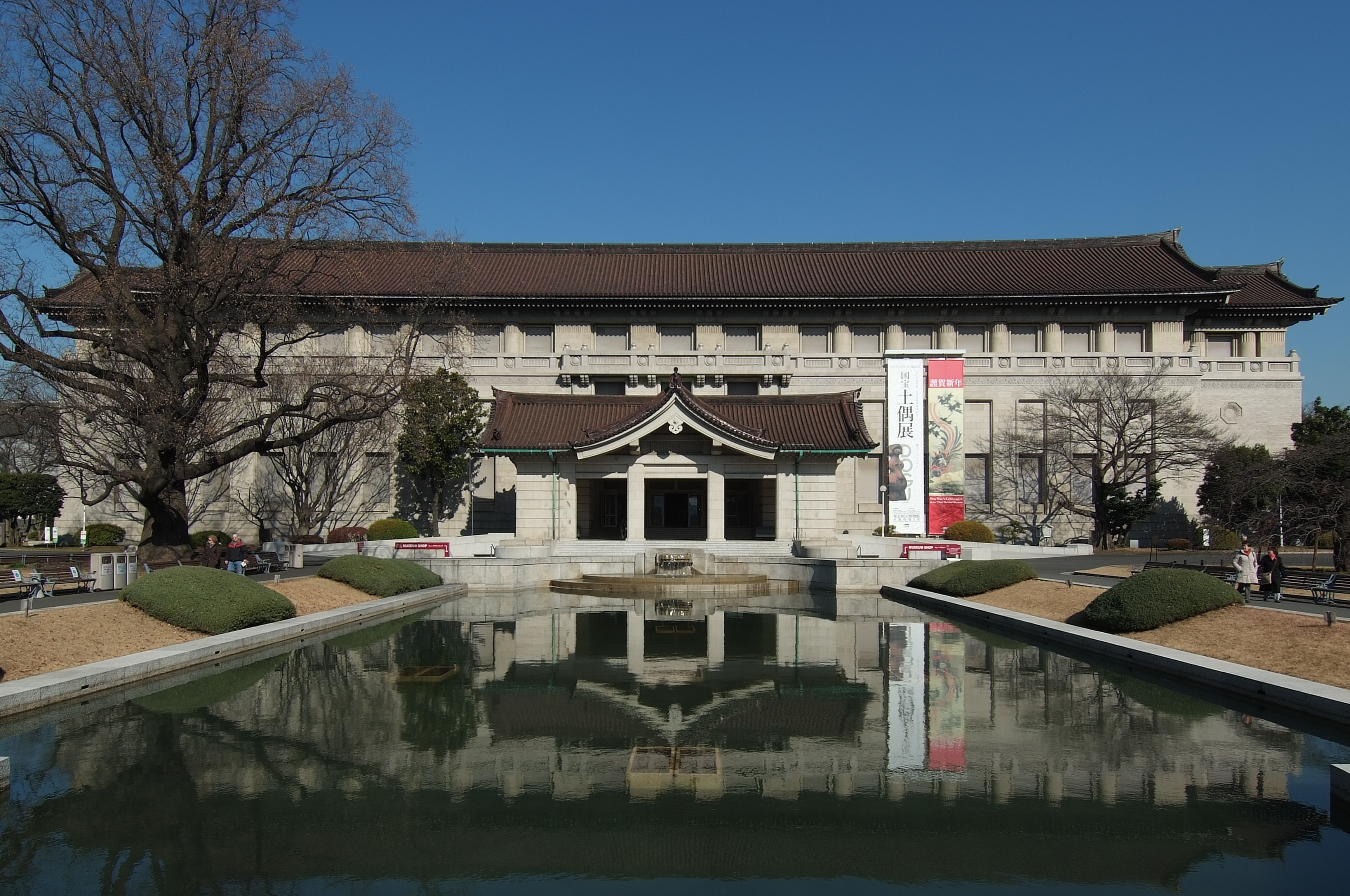
도쿄 국립박물관

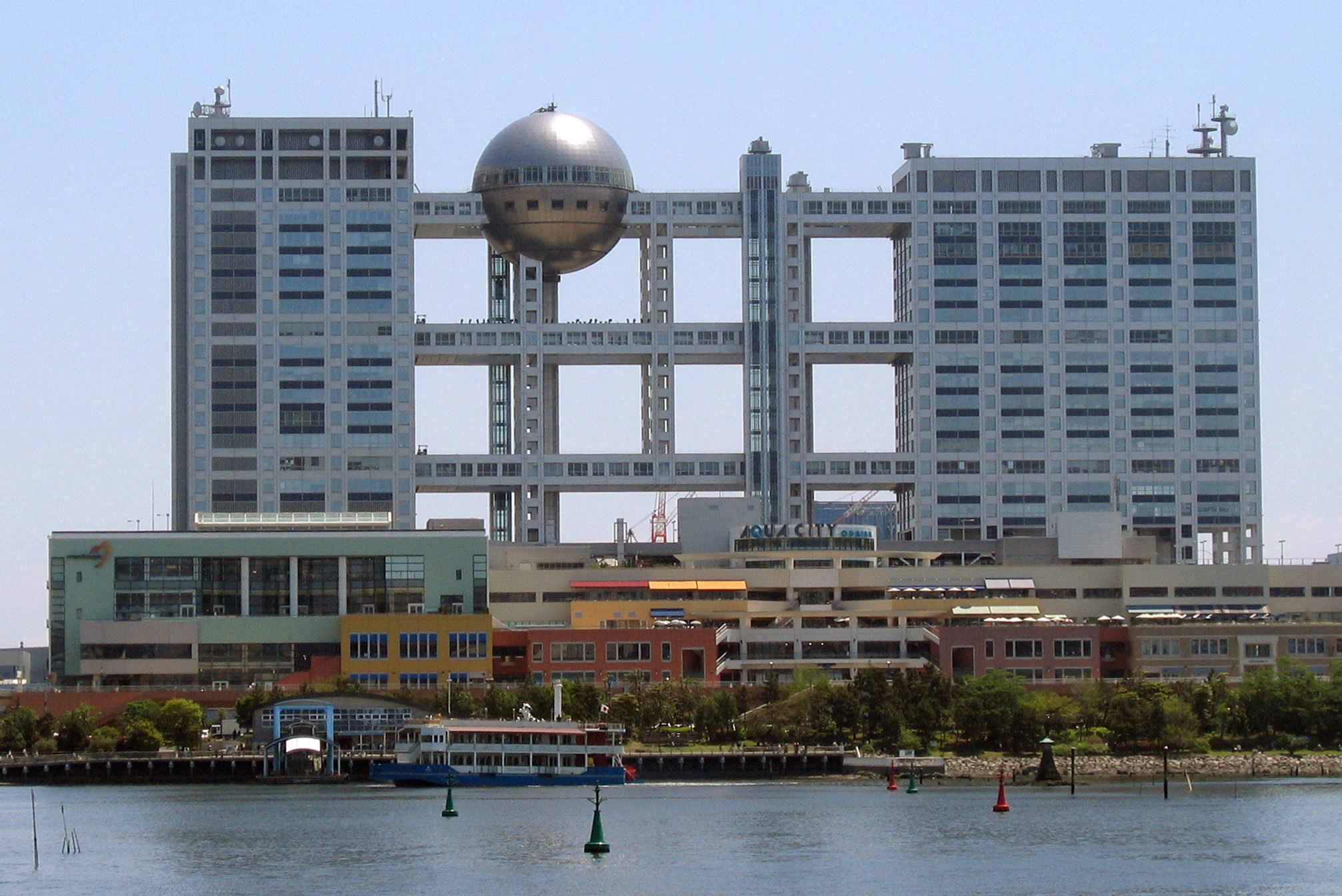
후지 TV 본사

도쿄에는 많은 박물관들이 있다. 우에노 공원 안에는 네 개의 박물관이 있다. 그중 하나인 도쿄 국립박물관은 일본에서 가장 큰 박물관으로 전통 일본 예술을 전문으로 하고 있다. 국립서양미술관과 4만 개가 넘는 일본과 외국 영화를 비롯해 많은 일본 현대 예술품들을 소장한 도쿄 국립근대미술관이 있다. 또한 우에노 공원에는 국립과학박물관과 우에노 동물원이 있다. 다른 박물관으로 아오야마의 네주 미술관과 도쿄 도심에서 스미다강 너머 스미다구의 에도-도쿄 박물관과 일본 국립국회도서관과 고쿄 주변에 위치한 도쿄 국립근대미술관이 있다.
도쿄에는 공연을 하는 많은 극장들이 있다. 이들은 노와 가부키와 같은 일본 전통극을 공연하는 많은 국영 및 민영 극장들을 포함한다. 심포니 오케스트라와 다른 음악 협회들이 서양과 일본 전통 음악을 연주한다. 도쿄에서는 또한 친숙한 클럽에서부터 국제적으로 알려진 일본 무도관까지의 다양한 곳에서 일본 현대음악과 서양의 팝과 락 음악을 들을 수 있다. 도쿄에서는 많은 축제들이 열린다. 주요 행사로 히에 신사의 산노, 아사쿠사 신사의 산자와 2년에 한 번씩 열리는 신전제가 있다. 해마다 7월의 마지막 토요일에는 스미다강에서 성대한 불꽃 축제가 열리고 백만 명이 넘는 사람들이 찾아온다. 봄에 벚꽃이 만개할 때 많은 도쿄의 시민들이 우에노 공원, 이노카시라 공원, 신주쿠 교엔으로 소풍을 나온다.
시부야와 이웃한 하라주쿠는 젊은이들의 스타일과 패션의 중심지로 알려져 있다. 도쿄의 주요 지하철역들에는 대규모 쇼핑센터들이 들어서 있다. 쇼핑 지구로 가장 인기 있는 곳은 백화점과 고급 상점들, 극장, 레스토랑 들이 모여 있는 긴자이다. 간다 지역에는 백여 개의 고서점들이 모여 있다. 그리고 아키하바라에는 전자제품과 컴퓨터 및 부속 기기 등을 취급하는 대규모 쇼핑센터들과 작은 상점들이 모여 있다.

### 관광지
- 도쿄도청(東京都庁)
- 시부야(渋谷)
- 아메야요코초(アメヤ横丁)
- 아사쿠사(浅草)와 센소지(浅草寺)
- 아키하바라(秋葉原)
- 에도-도쿄 박물관(江戸東京博物館)
- 우에노 공원(上野公園)
- 오다이바(お台場)
- 하라주쿠(原宿)

### 갤러리

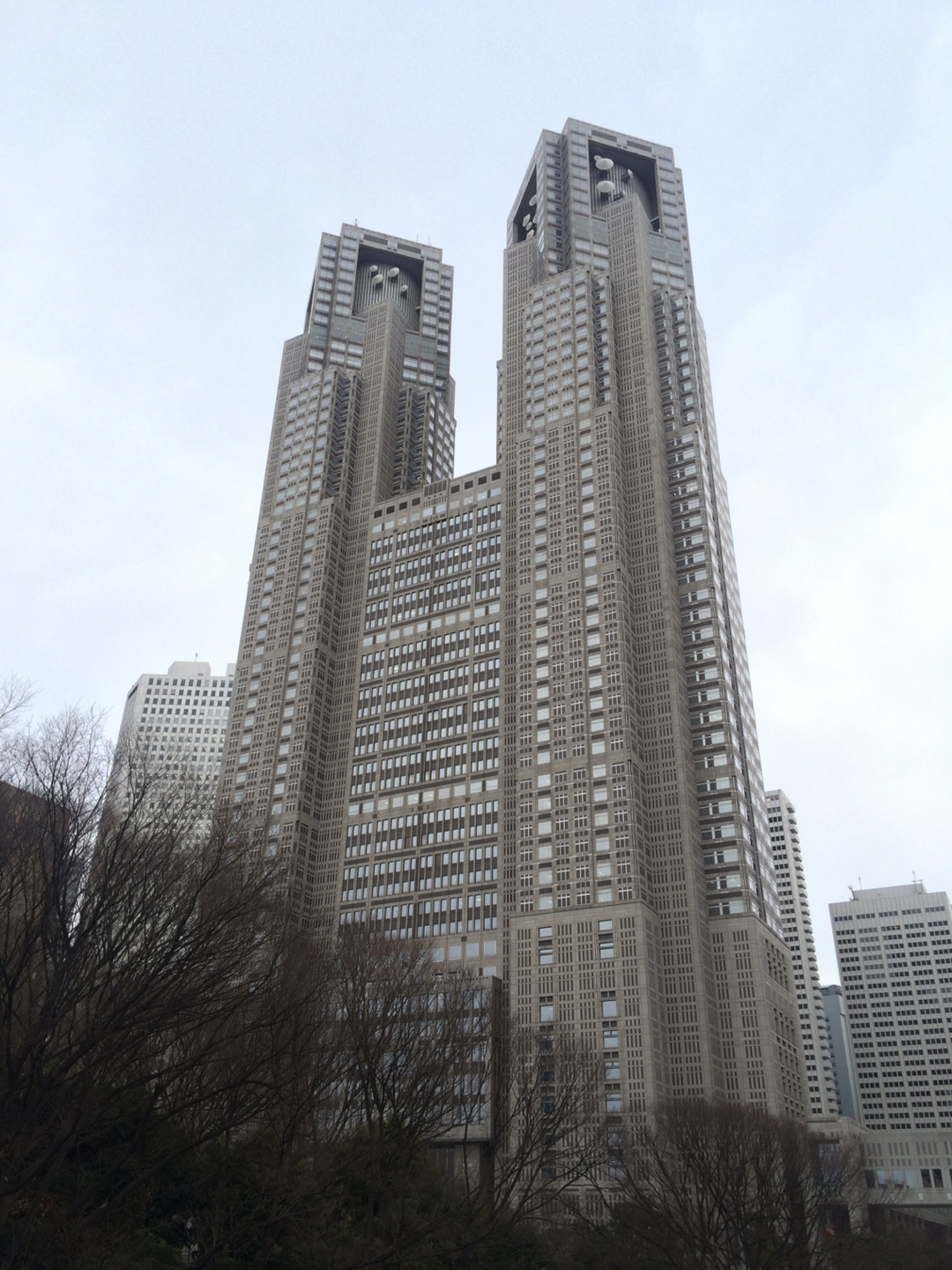
도쿄도청
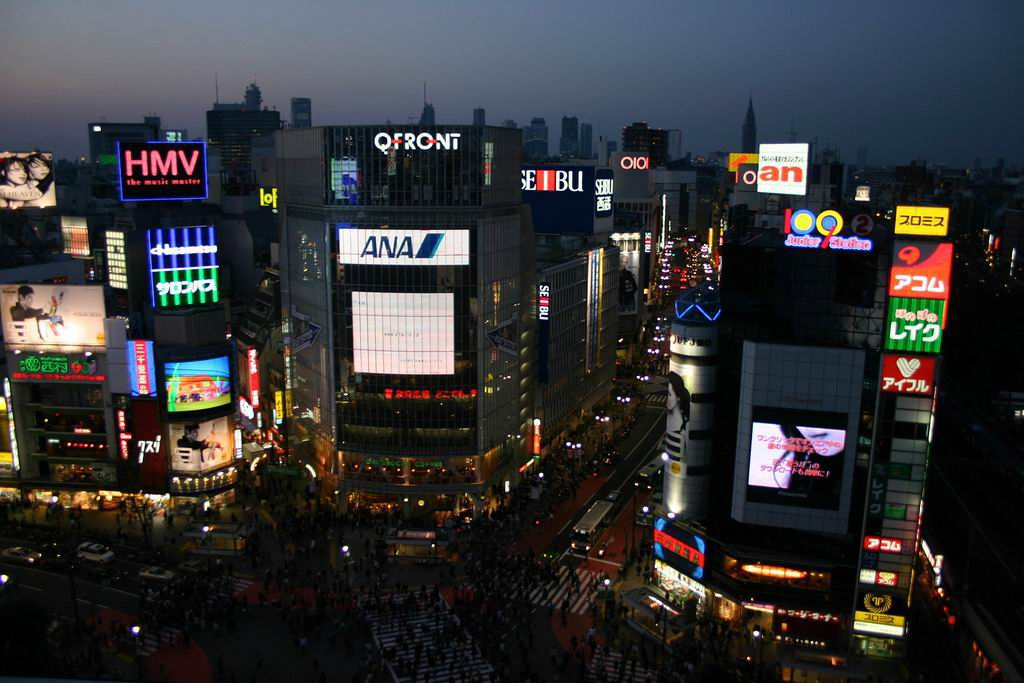
시부야 횡단보도
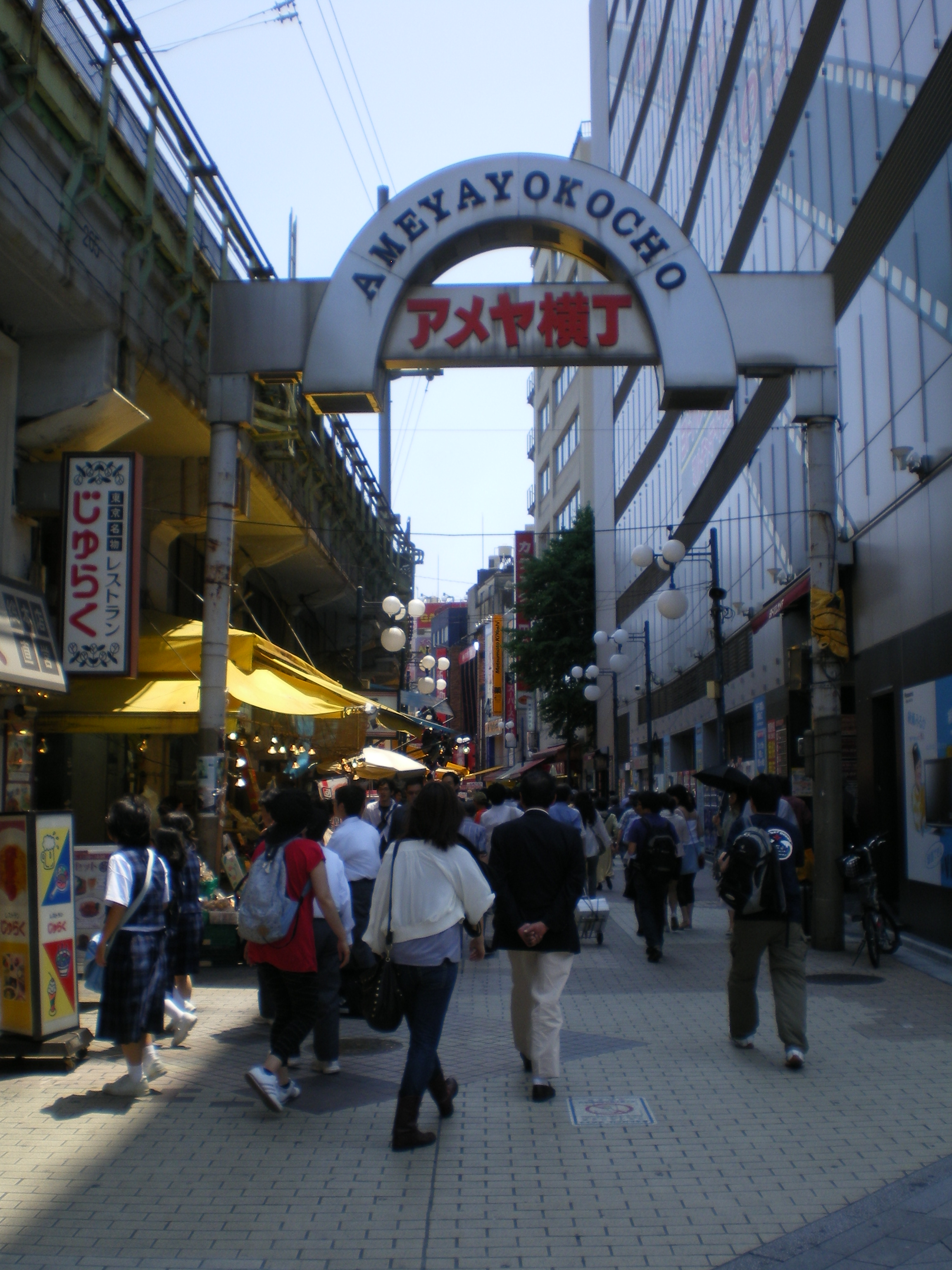
아메야요코초
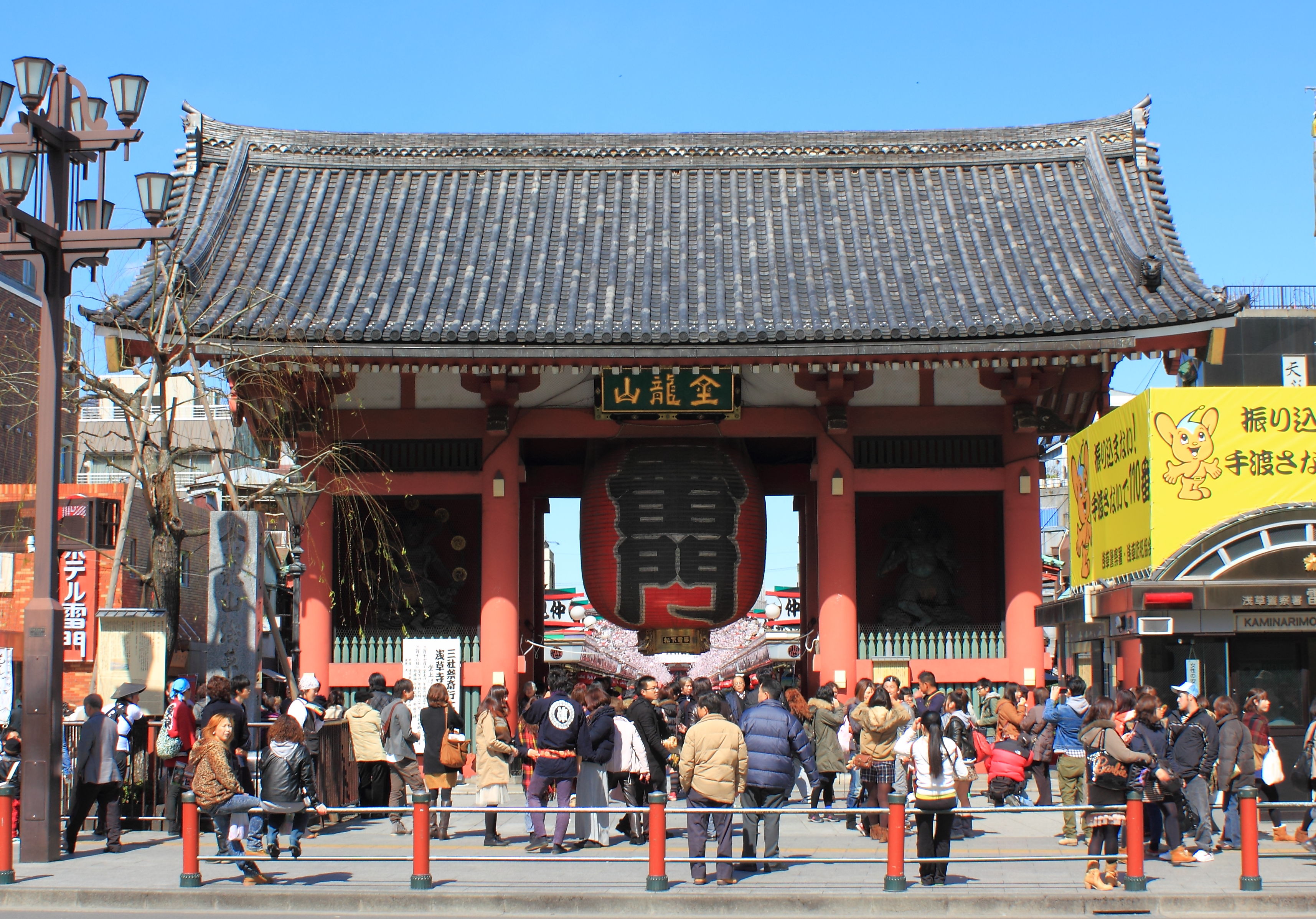
아사쿠사 센소지의 카미라미몬
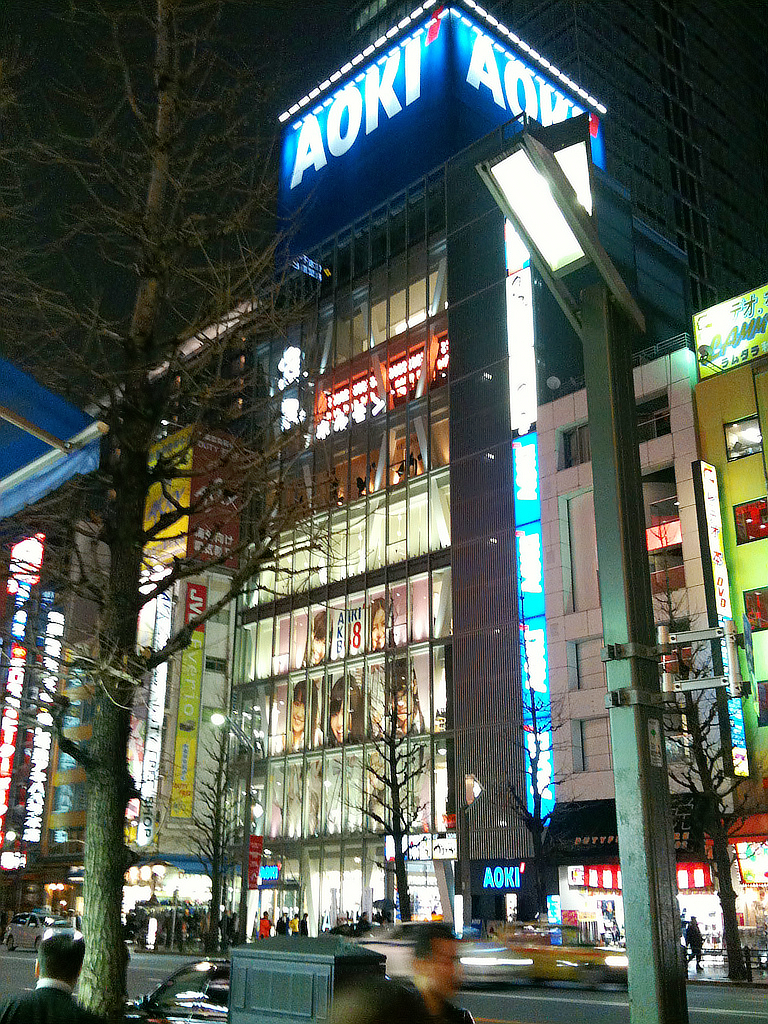
아키하바라 거리
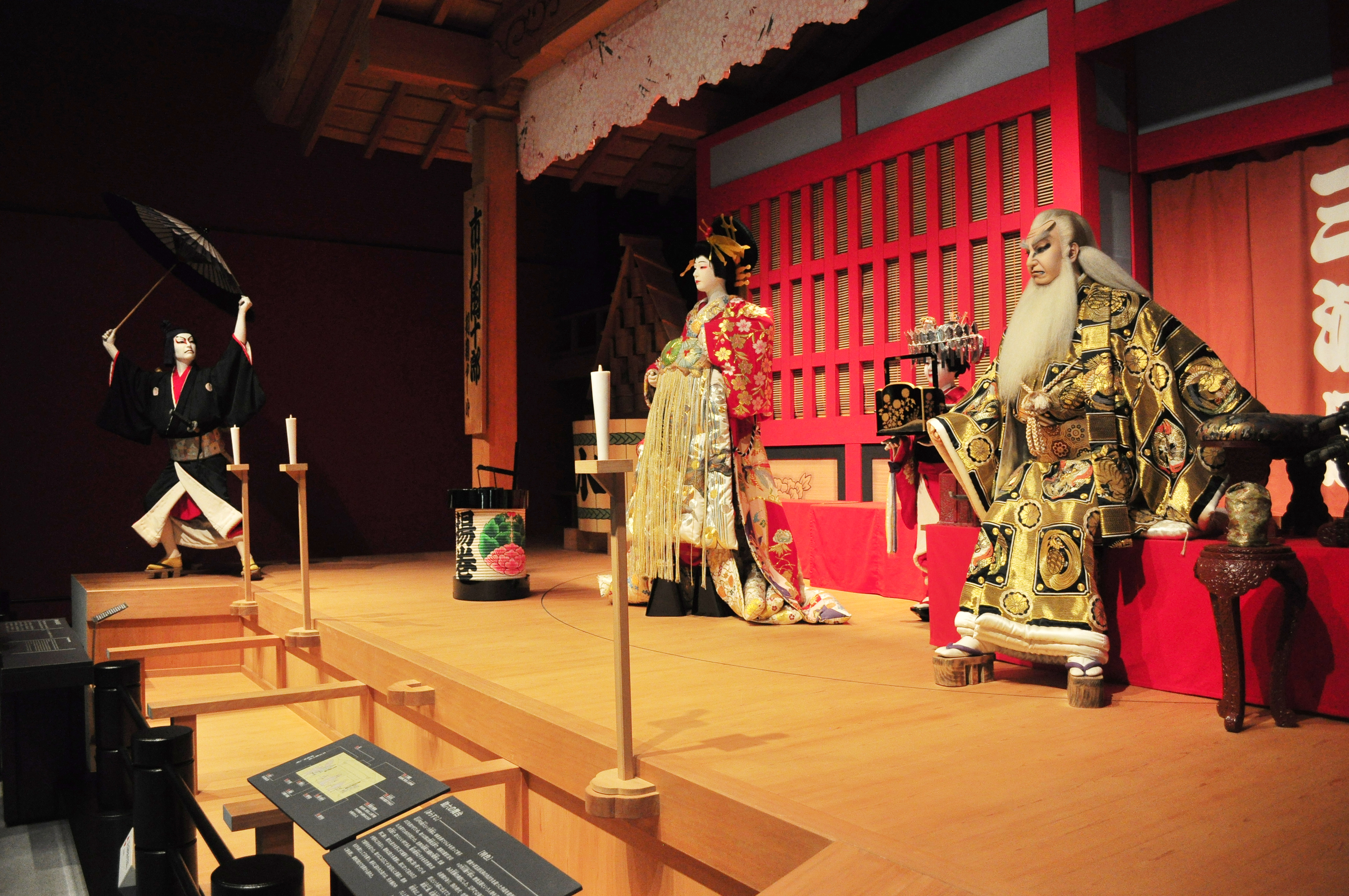
에도-도쿄 박물관에 전시된 가부키 공연 전시물
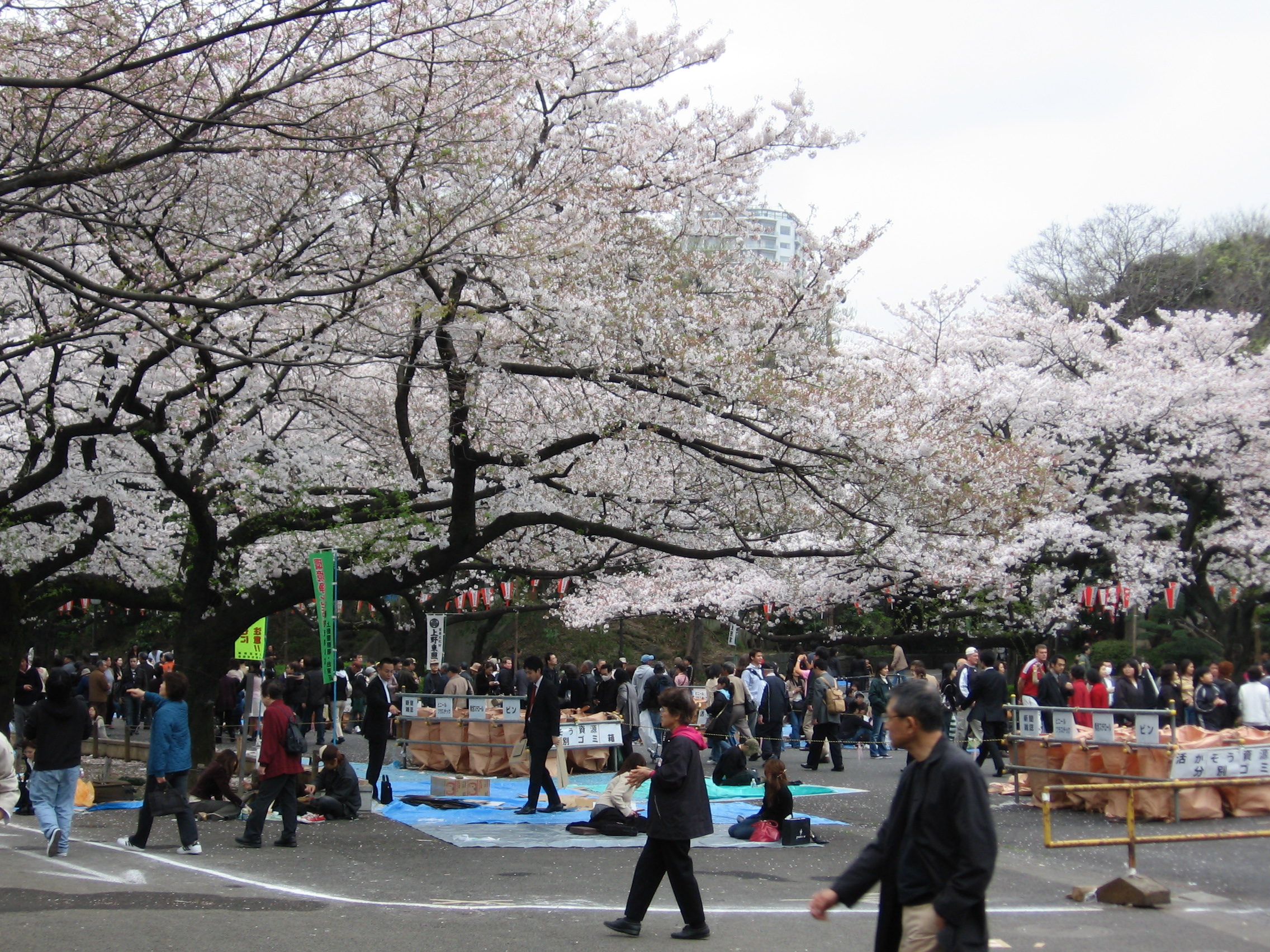
우에노 공원의 벚꽃
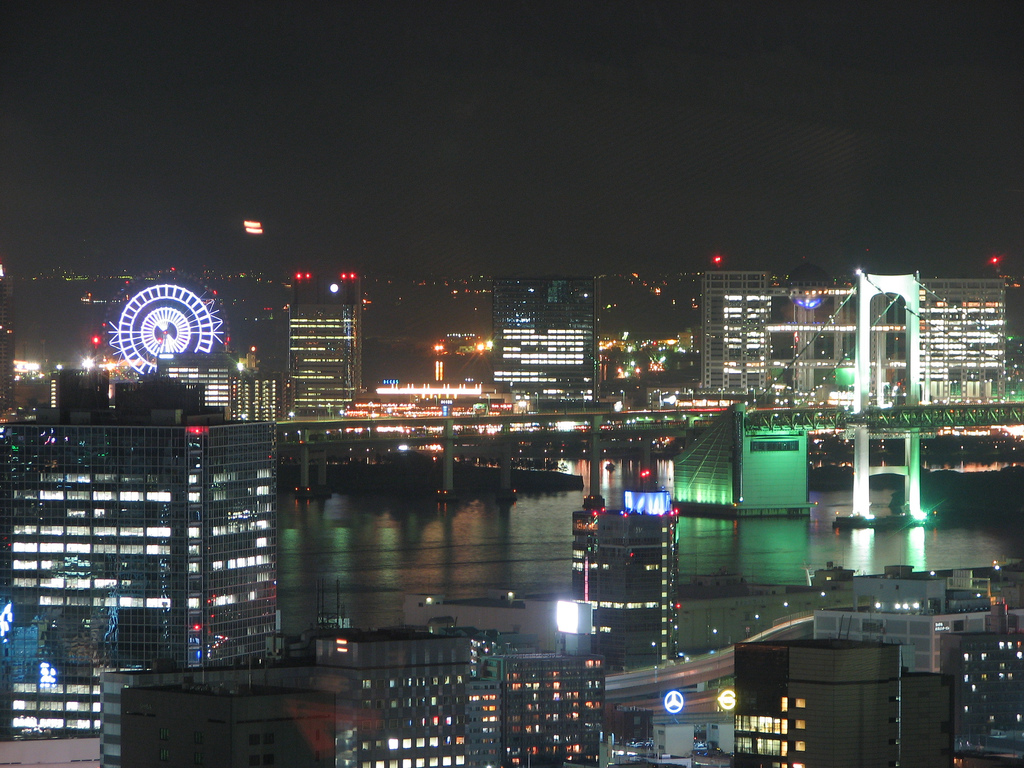
오다이바의 야경
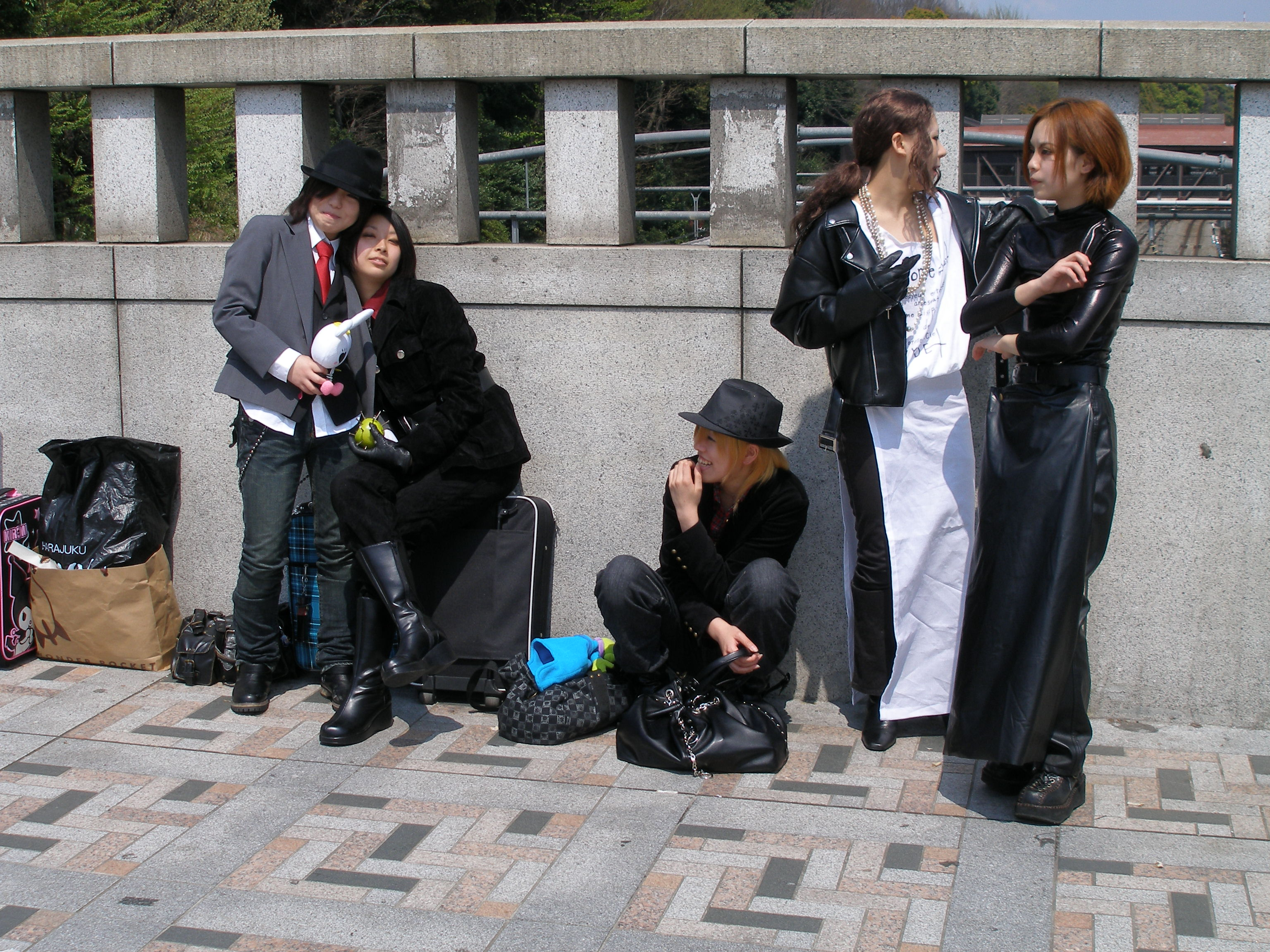
하라주쿠의 코스프레 매니아들

## 스포츠

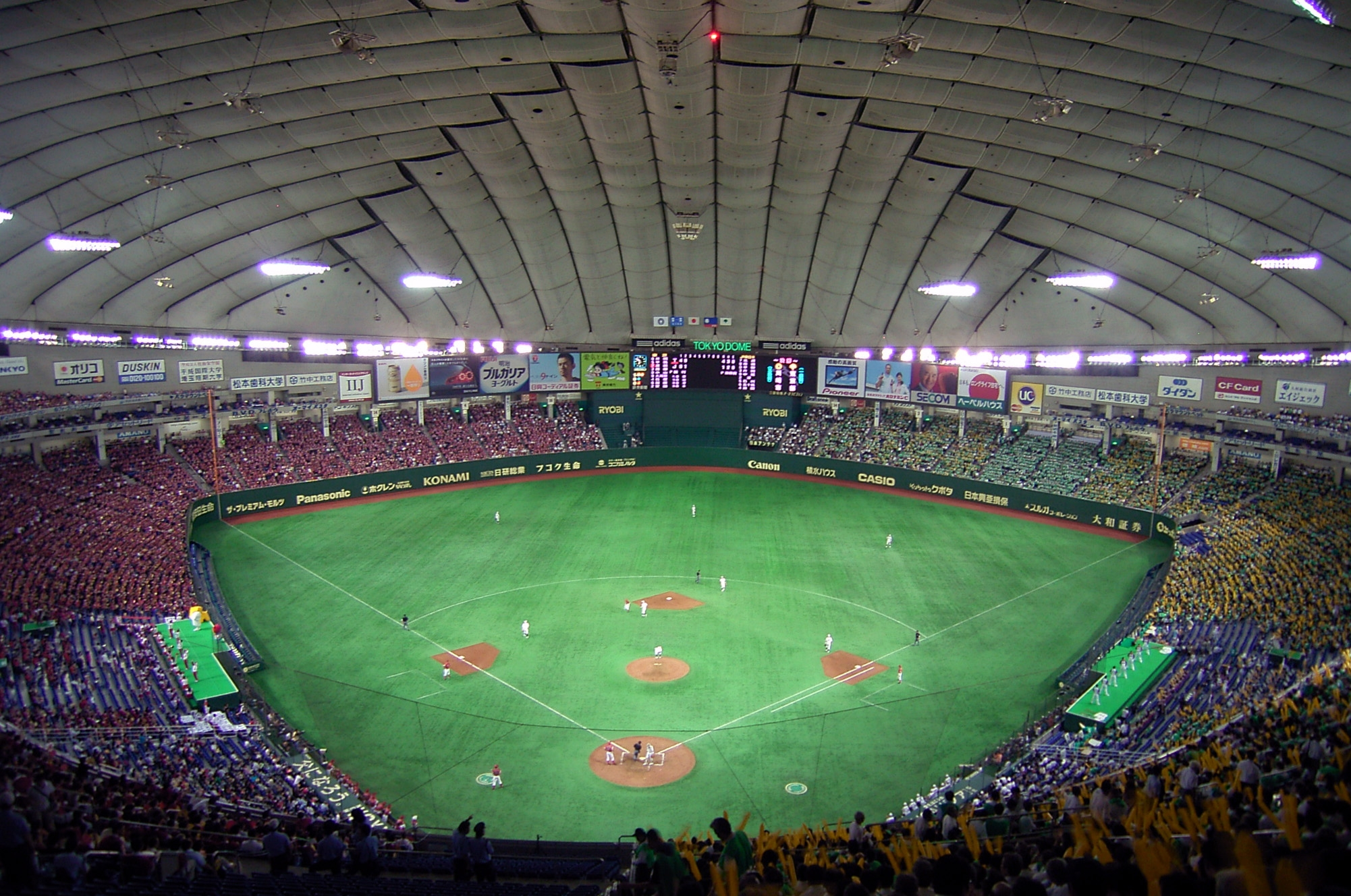
도쿄 돔

도쿄는 일본 스포츠의 중심이다. 야구, 축구, 스모 프로 팀들이 경쟁하고 있으며 1964년 하계 올림픽과 2020년 하계 올림픽이 이곳에서 개최되었다.
2개의 프로 야구팀이 도쿄에 연고지를 두고 있는데, 일본 프로 야구 센트럴 리그 팀인 도쿄 야쿠르트 스왈로스(메이지 진구 야구장)과 요미우리 자이언츠(도쿄 돔)이 그것이다. 일본 스모 협회의 본부 또한 도쿄의 료고쿠 국기관 스모 경기장에 있고 이 곳에서 매년 3회(1월, 5월, 9월)에 스모 대회가 열린다.
J리그에는 도쿄 베르디, FC 도쿄, FC 마치다 젤비아 3개 구단이 도쿄도에 연고지를 두고 있다. 그러나 아직 도쿄 23구를 직접 연고지로 하는 J리그 소속 구단은 존재하지 않는다.
도쿄는 1964년 하계 올림픽의 개최지이다. 도쿄 국립경기장에서 수많은 국제 스포츠 이벤트가 열렸다. 세계적인 수준의 개최지로서 도쿄에서는 종종 테니스, 수영, 마라톤, 미식축구, 유도, 가라테 대회와 같은 국내외의 스포츠 이벤트가 열린다. 시부야구 센다가야에 있는 도쿄 체육관은 수영장, 훈련실, 커다란 실내 경기장을 포함한 대형 스포츠 복합단지이다.
2020년 하계 올림픽이 도쿄에서 개최됨에 따라 새로운 도쿄 신국립경기장이 건립되고 있는 것을 비롯하여 많은 스포츠 시설들이 개보수 중이다.

### 도쿄도의 스포츠 팀
- 야구: 요미우리 자이언츠, 도쿄 야쿠르트 스왈로스, 홋카이도 닛폰햄 파이터스(준 본거지)
- 축구: 도쿄 베르디, FC 도쿄, FC 마치다 젤비아(마치다시), 도쿄 무사시노 시티 FC(무사시노시)
- 농구: 도쿄 아파치(후추시)
- 배구: NEC 블루 로켓츠

## 자매 결연 도시
단, #표시는 우호도시이다.
- 서울( 대한민국)
- 베이징시( 중화인민공화국)
- 자카르타( 인도네시아)
- 뉴욕( 미국)
- 상파울루( 브라질)
- 파리( 프랑스)
- 런던( 영국) #
- 로마( 이탈리아)
- 베를린( 독일)
- 카이로( 이집트)
- 모스크바( 러시아)
- 뉴사우스웨일스( 오스트레일리아)

## 같이 보기
- 도쿄도지사
- 재일중국인